# Campo de exterminio de Treblinka
Treblinka fue un campo de exterminio construido y operado por la Alemania nazi en la Polonia ocupada durante la Segunda Guerra Mundial. Estaba ubicado en un bosque al noreste de Varsovia, a 4 kilómetros al sur de la estación de trenes de Treblinka, en lo que hoy es el Voivodato de Mazovia. El campo funcionó entre el 23 de julio de 1942 y el 19 de octubre de 1943 como parte de la Operación Reinhard, la fase más mortal de la Solución final. Durante este tiempo, se estima que entre 700 000 y 900 000 judíos fueron asesinados en sus cámaras de gas, junto con 2000 romaníes. En Treblinka fueron asesinados más judíos que en cualquier otro campo de exterminio nazi aparte de Auschwitz.
Gestionado por las SS alemanas y los guardias de Trawniki, alistados voluntariamente entre los prisioneros de guerra soviéticos para servir con los alemanes, el campamento constaba de dos unidades separadas. Treblinka I era un campo de trabajos forzados (Arbeitslager) cuyos prisioneros trabajaban en la gravera o en el área de riego y en el bosque, donde cortaban leña para alimentar las fosas de cremación. Entre 1941 y 1944, más de la mitad de sus 20 000 reclusos murieron por ejecuciones sumarias, hambre, enfermedades y malos tratos.
El segundo campo, Treblinka II, era un campo de exterminio (Vernichtungslager), referido eufemísticamente como el SS-Sonderkommando Treblinka por los nazis. Un pequeño número de hombres judíos que no fueron asesinados inmediatamente a su llegada se convirtieron en sus unidades de trabajo esclavo judías llamadas Sonderkommandos, obligados a enterrar los cadáveres de las víctimas en fosas comunes. Estos cadáveres fueron exhumados en 1943 y cremados en grandes piras al aire libre junto con los cuerpos de las nuevas víctimas. Las operaciones de gaseado en Treblinka II finalizaron en octubre de 1943 tras una revuelta de los Sonderkommandos a principios de agosto. Varios guardias de Trawniki fueron asesinados y 200 prisioneros escaparon del campo; casi cien sobrevivieron a la persecución posterior. El campo fue desmantelado antes del avance soviético. Se construyó una granja para un vigilante en el sitio y se aró el suelo en un intento de ocultar la evidencia de genocidio.
En la Polonia de la posguerra, el gobierno compró la mayor parte de la tierra donde se encontraba el campo de exterminio, y construyó un gran monumento de piedra allí entre 1959 y 1962. En 1964, Treblinka fue declarado monumento nacional del martirio judío en una ceremonia en el sitio de las antiguas cámaras de gas.. En el mismo año se llevaron a cabo los primeros juicios alemanes sobre crímenes de guerra cometidos en Treblinka por ex miembros de las SS. Después del fin del comunismo en Polonia en 1989, aumentó el número de visitantes que llegaron a Treblinka desde el extranjero. En 2006 se inauguró un centro de exposiciones en el campamento. Más tarde se amplió y se convirtió en una sucursal del Museo Regional de Siedlce.

## Contexto histórico
Tras la invasión de Polonia en 1939, la mayoría de los 3,5 millones de judíos polacos fueron detenidos y puestos en guetos recién establecidos por la Alemania nazi. El sistema tenía la intención de aislar a los judíos del mundo exterior para facilitar su explotación y abuso. El suministro de alimentos era inadecuado, las condiciones de vida eran deficientes e insalubres y los judíos no tenían forma de ganar dinero. La desnutrición y la falta de medicamentos llevaron a elevadas tasas de mortalidad. En 1941, las victorias iniciales de la Wehrmacht sobre la Unión Soviética inspiraron planes para la colonización alemana de la Polonia ocupada, incluido todo el territorio dentro del nuevo distrito del Gobierno General. En la Conferencia de Wannsee celebrada cerca de Berlín el 20 de enero de 1942, se trazaron nuevos planes para el genocidio de los judíos, conocida como la «Solución final» a la cuestión judía. El programa de exterminio recibió el nombre en código de Aktion Reinhard en alemán, para diferenciarlo de las operaciones de asesinatos en masa de los Einsatzgruppen en territorios conquistados por la Alemania nazi, en la que ya habían sido aniquilados medio millón de judíos.
Treblinka fue uno de los tres campos de exterminio secretos establecidos para la Operación Reinhard; los otros dos eran Bełżec y Sobibór. Los tres estaban equipados con cámaras de gas disfrazadas de duchas, para el «procesamiento» de transportes completos de personas. El método de asesinato se estableció después de un proyecto piloto de exterminio móvil realizado en Soldau y en el campo de exterminio de Chełmno que comenzó a operar en 1941 y utilizaba furgonetas de gas. Chełmno (en alemán: Kulmhof) fue un campo de pruebas para el establecimiento de métodos más rápidos de matar e incinerar personas. No formaba parte de Reinhard, que estaba marcado por la construcción de instalaciones estacionarias para asesinatos en masa. Treblinka fue el tercer campo de exterminio de la Operación Reinhard que se construyó, siguiendo a Bełżec y Sobibór, e incorporó las lecciones aprendidas de su construcción. Junto a los campos de Reinhard, se desarrollaron instalaciones de asesinatos en masa con Zyklon B en el campo de concentración de Majdanek en marzo de 1942 y en Auschwitz II-Birkenau entre marzo y junio.
Los planes nazis para matar judíos polacos de todo el Gobierno General durante Aktion Reinhard fueron supervisados en la Polonia ocupada por el SS-Gruppenführer Odilo Globocnik, delegado del Reichsführer-SS Heinrich Himmler en Berlín. Los campos de la Operación Reinhard informaron directamente a Himmler. El personal de la Operación Reinhard, la mayoría de los cuales había estado involucrado en el programa de eutanasia Aktion T4, utilizó T4 como marco para la construcción de nuevas instalaciones. La mayoría de los judíos que fueron asesinados en los campos de Reinhard provenían de guetos.

### Localización

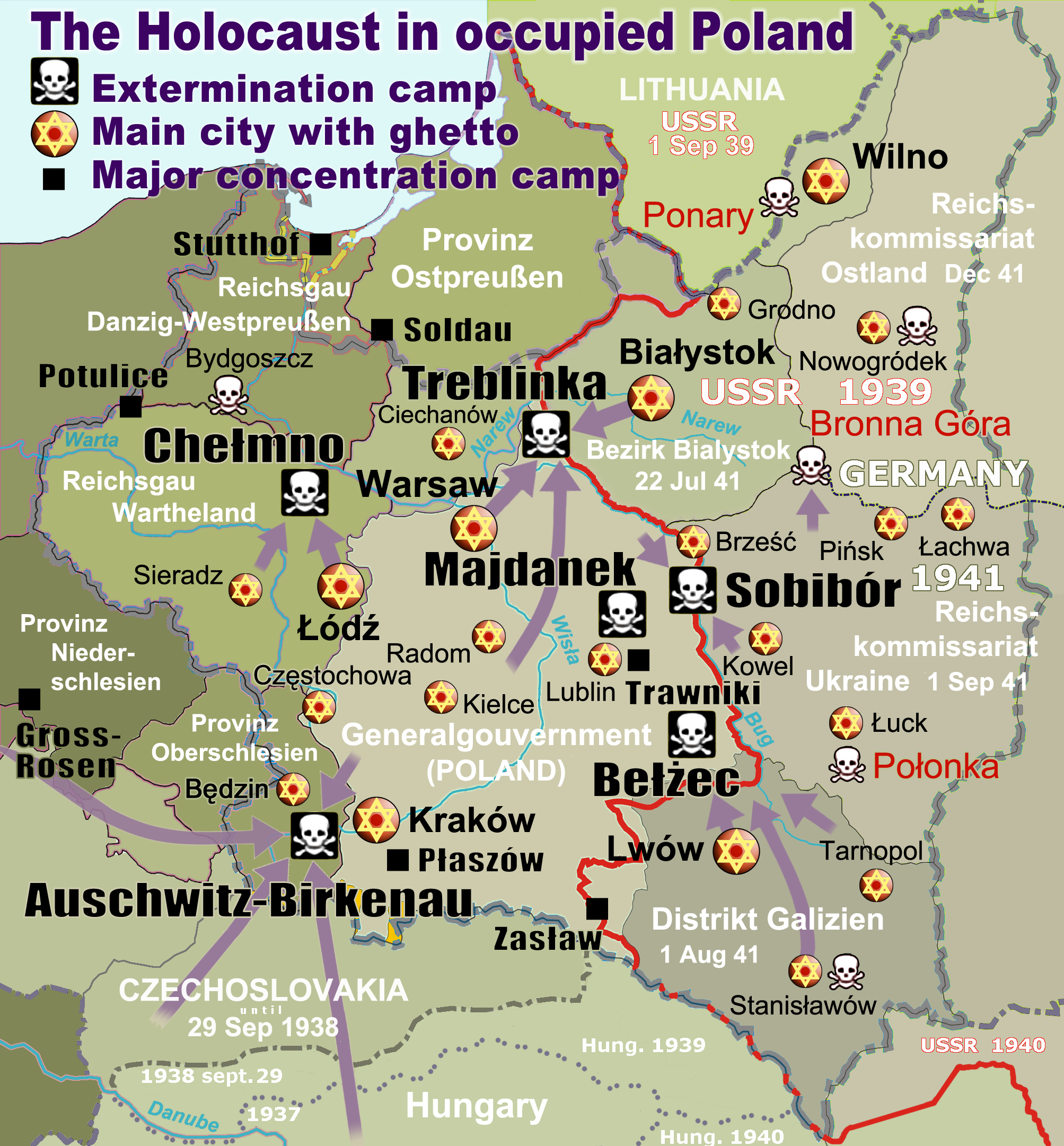
Treblinka en el mapa de la Polonia ocupada con campos de exterminio nazis marcados con calaveras blancas y negras. Territorio del Gobierno General: centro. Distrikt Galizien: inferior derecha. Provinz Oberschlesien con Auschwitz: abajo a la izquierda. La línea de demarcación nazi-soviética que divide la Segunda República en dos está marcada en rojo, punto de partida de la Operación Barbarroja de 1941.

Los dos campos paralelos de Treblinka se construyeron a 80 kilómetros al noreste de la capital polaca, Varsovia. Antes de la Segunda Guerra Mundial, era la ubicación de una empresa minera de grava para la producción de hormigón, conectada a la mayoría de las principales ciudades del centro de Polonia por el cruce ferroviario Małkinia–Sokołów Podlaski y la estación de la aldea de Treblinka. La mina era propiedad y estaba operada por el industrial polaco Marian Łopuszyński, quien agregó la nueva vía férrea de 6 kilómetros a la línea existente. Cuando las SS alemanas se hicieron cargo de Treblinka I, la cantera ya estaba equipada con maquinaria pesada que estaba lista para usar. Treblinka estaba bien conectado pero lo suficientemente aislado, a medio camino entre algunos de los guetos judíos más grandes de la Europa ocupada por los nazis, incluido el gueto de Varsovia y el gueto de Białystok, la capital del recién formado Bezirk Bialystok. El gueto de Varsovia tenía 500 000 reclusos judíos y el gueto de Białystok tenía alrededor de 60 000.
Treblinka se dividió en dos campos separados que estaban separados por 2 kilómetros. Dos empresas de ingeniería, la Schönbronn de Leipzig y la sucursal de Schmidt–Münstermann en Varsovia, supervisaron la construcción de ambos campos. Entre 1942 y 1943, el centro de exterminio se reurbanizó aún más con una excavadora de cadenas. Nuevas cámaras de gas hechas de ladrillo y cemento fueron erigidas recientemente, y también se introdujeron fosos de cremación masiva. El perímetro se amplió para proporcionar una zona de amortiguamiento, por lo que era imposible acercarse al campamento desde el exterior. La cantidad de trenes causó pánico entre los residentes de los asentamientos cercanos. Probablemente los habrían matado si los hubieran atrapado cerca de las vías del ferrocarril.

### Treblinka I
Inaugurado el 1 de septiembre de 1941 como campo de trabajos forzados (Arbeitslager), Treblinka I reemplazó una empresa ad hoc creada en junio de 1941 por el Sturmbannführer Ernst Gramss. A fines de 1941 se erigió un nuevo cuartel y una cerca de alambre de púas de 2 metros de altura. Para obtener la fuerza laboral de Treblinka I, se envió a los civiles al campo en masa por delitos reales o imaginarios, y la oficina de la Gestapo en Sokołów, que estaba encabezado por Gramss. La duración promedio de una sentencia fue de seis meses, pero a muchos prisioneros se les extendió la sentencia indefinidamente. Veinte mil personas pasaron por Treblinka I durante sus tres años de existencia. Alrededor de la mitad de ellos murieron allí por agotamiento, hambre y enfermedades. Los que sobrevivieron fueron liberados después de cumplir sus condenas; generalmente eran polacos de aldeas cercanas.

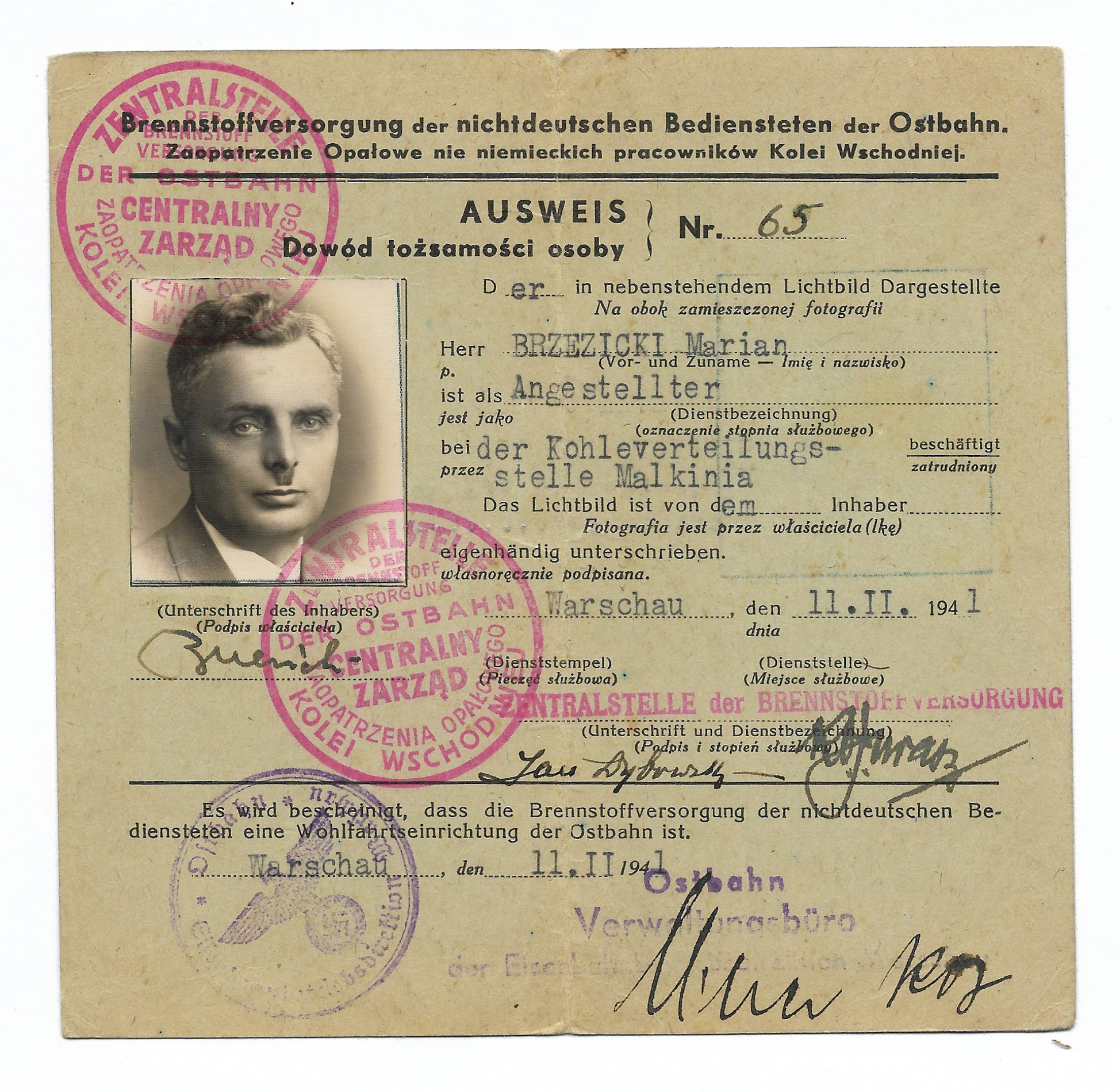
Identificación alemana emitida a un trabajador que fue enviado a la estación de trenes de Malkinia cerca de Treblinka.

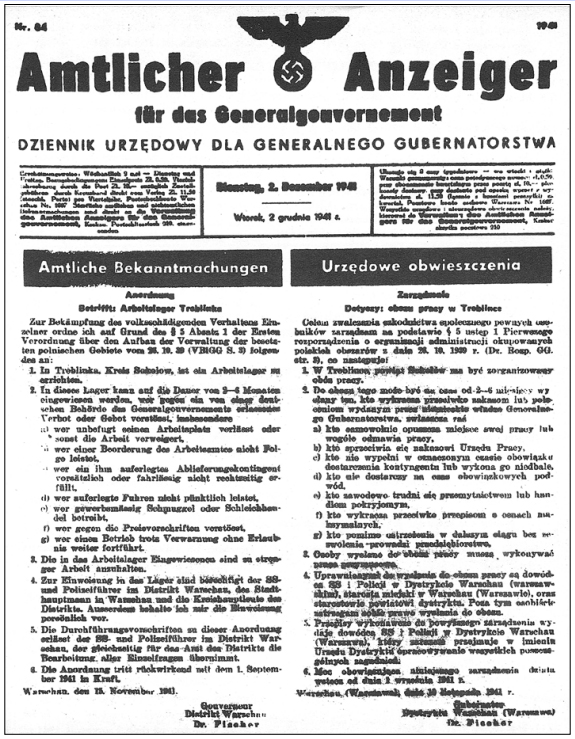
Anuncio oficial de la fundación de Treblinka I, el campo de trabajos forzados.

En cualquier momento, Treblinka I tenía una fuerza laboral de 1 000 a 2 000 prisioneros, la mayoría de los cuales trabajaban en turnos de 12 a 14 horas en la gran cantera y luego también extraían madera del bosque cercano como combustible para los crematorios al aire libre en Treblinka II. Entre ellos había judíos alemanes, checos y franceses, así como polacos capturados en łapankas, agricultores que no podían entregar las cantidades de alimentos solicitadas, rehenes atrapados por casualidad y personas que intentaron albergar judíos fuera de los guetos judíos o que realizaron acciones restringidas sin permiso. A partir de julio de 1942, judíos y no judíos fueron separados. Las mujeres trabajaban principalmente en los barracones de clasificación, donde reparaban y limpiaban la ropa militar entregada por los trenes de carga, mientras que la mayoría de los hombres trabajaban en la cantera de grava. No había uniformes de trabajo, y los reclusos que perdieron sus propios zapatos se vieron obligados a ir descalzos o recogerlos de los prisioneros muertos. El agua fue racionada, y los castigos fueron aplicados regularmente cuando se pasaba lista. A partir de diciembre de 1943, los internos ya no tenían sentencias específicas. El campo funcionó oficialmente hasta el 23 de julio de 1944, cuando la inminente llegada de las fuerzas soviéticas llevó a su abandono.
Durante toda su operación, el comandante de Treblinka I fue el Sturmbannführer Theodor van Eupen. Dirigió el campamento con varios hombres de las SS y casi 100 guardias Hiwi. La cantera, distribuida en un área de 17 hectáreas, suministró material de construcción de carreteras para uso militar alemán y fue parte del programa estratégico de construcción de carreteras en la guerra con la Unión Soviética. Estaba equipado con una excavadora mecánica para uso compartido por Treblinka I y II. Eupen trabajó en estrecha colaboración con los comandantes de las SS y la policía alemana en Varsovia durante la deportación de judíos a principios de 1943 y le trajeron prisioneros del gueto de Varsovia para los reemplazos necesarios. Según Franciszek Ząbecki, el jefe de la estación local, Eupen solía matar a los prisioneros al "dispararles, como si fueran perdices". Un capataz muy temido fue el Untersturmführer Franz Schwarz, quien ejecutó a prisioneros con un pico o un martillo.

### Treblinka II
Treblinka II (oficialmente SS-Sonderkommando Treblinka) se dividió en tres partes: el campo 1 era el complejo administrativo donde vivían los guardias, el campo 2 era el área de recepción donde se descargaban los transportes entrantes de prisioneros y el campo 3 era la ubicación de las cámaras de gas. Las tres partes fueron construidas por dos grupos de judíos alemanes recientemente expulsados de Berlín y Hannover y encarcelados en el gueto de Varsovia (un total de 238 hombres de 17 a 35 años). El Hauptsturmführer Richard Thomalla, jefe de construcción, trajo judíos alemanes porque podían hablar alemán. La construcción comenzó el 10 de abril de 1942, cuando Bełżec y Sobibór ya estaban en funcionamiento. Todo el campo de exterminio, que tenía 17 hectáreas o 13,5 hectáreas (las fuentes varían), estaba rodeado por dos hileras de vallas de alambre de púas de 2,5 metros de altura. Posteriormente, esta valla se cubrió con ramas de pino para obstruir la vista del campo. Se trajeron más judíos de los asentamientos circundantes para trabajar en la nueva rampa ferroviaria dentro del área de recepción del campo 2, que estaba lista para junio de 1942.

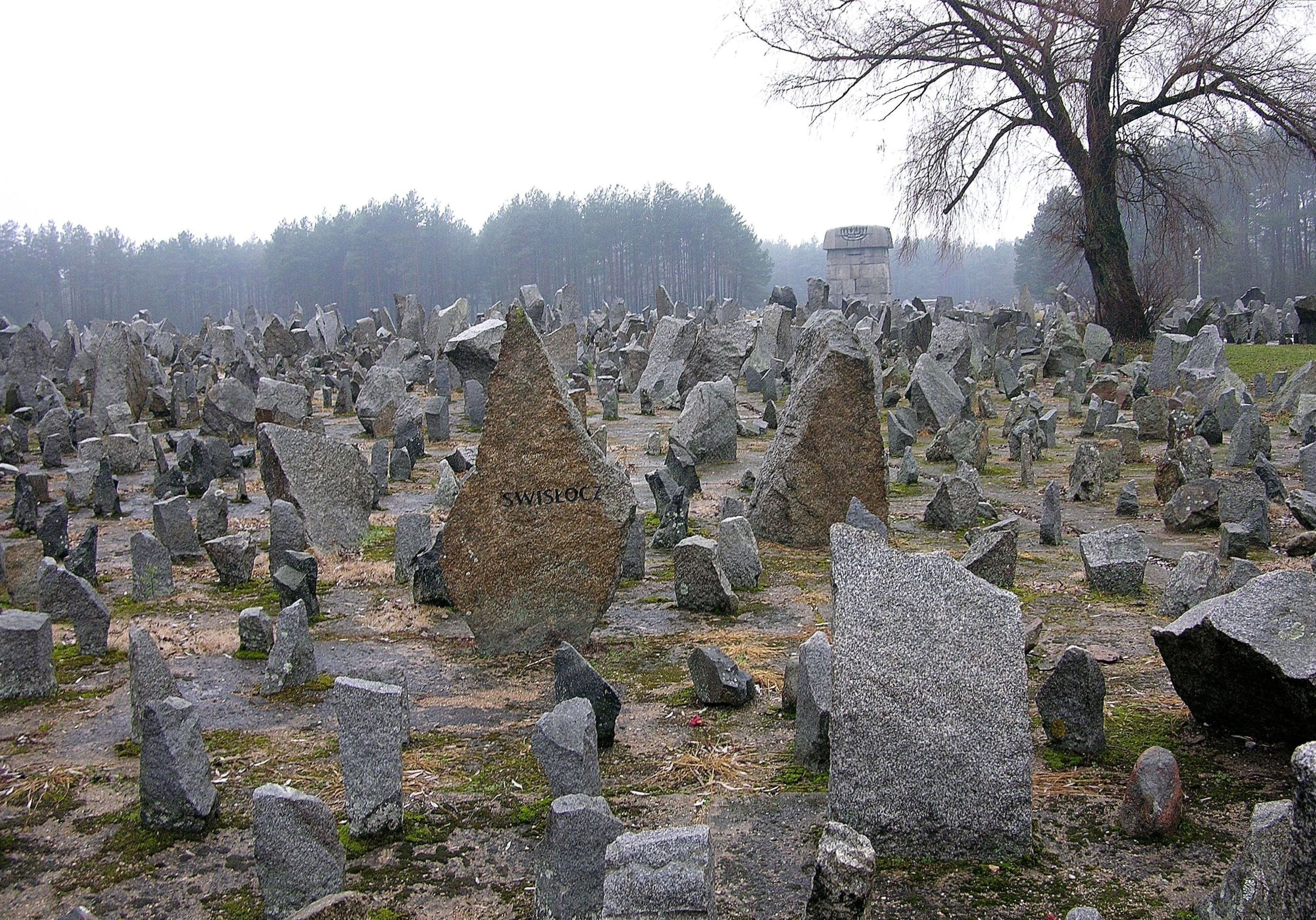
Memorial en Treblinka II, con 17 000 fragmentos de roca que simbolizan lápidas. Las inscripciones indican lugares de salidas de trenes del Holocausto con al menos 5 000 víctimas y guetos seleccionados de toda Polonia.

La primera sección de Treblinka II (campo 1), que fue el complejo administrativo y residencial de Wohnlager; tenía una línea telefónica. La carretera principal dentro del campo estaba pavimentada y se llamaba Seidel Straße por el Unterscharführer Kurt Seidel, el cabo de las SS que supervisó su construcción. Algunas carreteras laterales estaban bordeadas de grava. La puerta principal para el tráfico rodado se erigió en el lado norte. Los cuarteles se construyeron con suministros entregados desde Varsovia, Sokołów Podlaski y Kosów Lacki. Había una cocina, una panadería y comedores; todos estaban equipados con artículos de alta calidad tomados de guetos judíos. Los alemanes y los ucranianos tenían cada uno sus propios dormitorios, colocados en ángulo para un mejor control de todas las entradas. También había dos barracones detrás de una cerca interior para los comandos de trabajo judíos. El SS-Untersturmführer Kurt Franz estableció un pequeño zoológico en el centro al lado de sus establos de caballos, con dos zorros, dos pavos reales y un corzo (traído en 1943). Se construyeron habitaciones más pequeñas que servían como lavandería, talleres de sastres y zapateros, y para carpintería y asistencia médica. Más cerca de las dependencias de las SS había barracones separados para las mujeres de servicio, limpieza y cocina polacas y ucranianas.
La siguiente sección de Treblinka II (campo 2, también llamado campo inferior o Auffanglager), era el área de recepción donde la rampa de descarga del ferrocarril se extendía desde la línea Treblinka hacia el campo. Había una plataforma larga y estrecha rodeada de cercas de alambre de púas. Un edificio nuevo, erigido en la plataforma, fue disfrazado de estación de ferrocarril completa con un reloj de madera y carteles falsos de terminales ferroviarias. El SS-Scharführer Josef Hirtreiter que trabajaba en la rampa de descarga era conocido por ser especialmente cruel; agarró a los niños pequeños que lloraban por sus pies y golpeó sus cabezas contra los vagones. Detrás de una segunda cerca, a unos 100 metros de la pista, había dos grandes barracones utilizados para desvestirse, con una cabina de cajero que recolectaba dinero y joyas, aparentemente para su custodia. Los judíos que resistieron fueron llevados o golpeados hasta la muerte por los guardias. El área donde las mujeres y los niños eran despojados de su cabello estaba al otro lado del camino de los hombres. Todos los edificios en el campo inferior, incluidos los barracones del barbero, contenían la ropa apilada y las pertenencias de los prisioneros. Detrás del edificio de la estación, más a la derecha, había una plaza de clasificación donde el Lumpenkommando recogía todo el equipaje. Estaba flanqueado por una enfermería falsa llamada «Lazaret», con el letrero de la Cruz Roja. Era un pequeño cuartel rodeado de alambre de púas donde los prisioneros enfermos, viejos, heridos y "difíciles" fueron encerrados. Directamente detrás de la cabaña «Lazaret» había una zanja de siete metros de profundidad. El Blockführer Willi Mentz, apodado «Frankenstein» por los presos, condujo a estos prisioneros al borde de la zanja y los fusiló uno a uno. Mentz ejecutó a miles de judíos sin ayuda, con la ayuda de su supervisor, August Miete, quien fue llamado el «Ángel de la Muerte» por los prisioneros. La zanja también se usó para quemar ropa vieja gastada y documentos de identidad depositados por los recién llegados al área de desvestirse.
La tercera sección de Treblinka II (campo 3, también llamado campo superior) era la principal zona de exterminio con cámaras de gas en su centro. Fue completamente protegido de las vías del ferrocarril por un banco de tierra construido con la ayuda de una excavadora mecánica. Este montículo tenía forma alargada, similar a un muro de contención, y se puede ver en un boceto producido durante el juicio de 1967 del comandante de Treblinka II, Franz Stangl. En los otros lados, la zona estaba camuflada de los recién llegados como el resto del campo, usando ramas de árboles introducidas entre alambradas de púas por el Tarnungskommando (el detalle del trabajo condujo a recogerlas). Desde los barracones desnudos había un camino cercado que atravesaba el área boscosa hacia las cámaras de gas. Fue cínicamente llamado die Himmelstraße («la calle al cielo») o der Schlauch («el tubo») por las SS. Durante los primeros ocho meses de operación del campamento, la excavadora se utilizó para cavar zanjas de entierro a ambos lados de las cámaras de gas; estas zanjas tenían 50 metros de largo, 25 metros de ancho y 10 metros de profundidad. A principios de 1943, fueron reemplazados por piras de cremación de hasta 30 metros de largo, con rieles colocados sobre los fosos en bloques de hormigón. Los 300 prisioneros que operaban el campo superior vivían en barracas separadas detrás de las cámaras de gas.

## Proceso de la masacre
A diferencia de otros campos de concentración nazis en la Europa ocupada por los alemanes, en los que los prisioneros fueron utilizados como trabajadores forzados para el esfuerzo de guerra alemán, los campos de exterminio (Vernichtungslager) como Treblinka, Bełżec y Sobibór tenían una sola función: matar a los enviados allí. Para evitar que las víctimas entrantes se den cuenta de su naturaleza, Treblinka II se disfrazó como un campo de tránsito para deportaciones más al este, completo con horarios de trenes ficticios, un reloj de estación de tren falso con agujas pintadas, nombres de destinos, taquillas falsas y el letrero «Ober Majdan», una palabra clave para Treblinka que se usaba comúnmente para engañar a los prisioneros que llegan de Europa occidental. Majdan era una finca de antes de la guerra a 5 kilómetros del campo.

### Judíos polacos

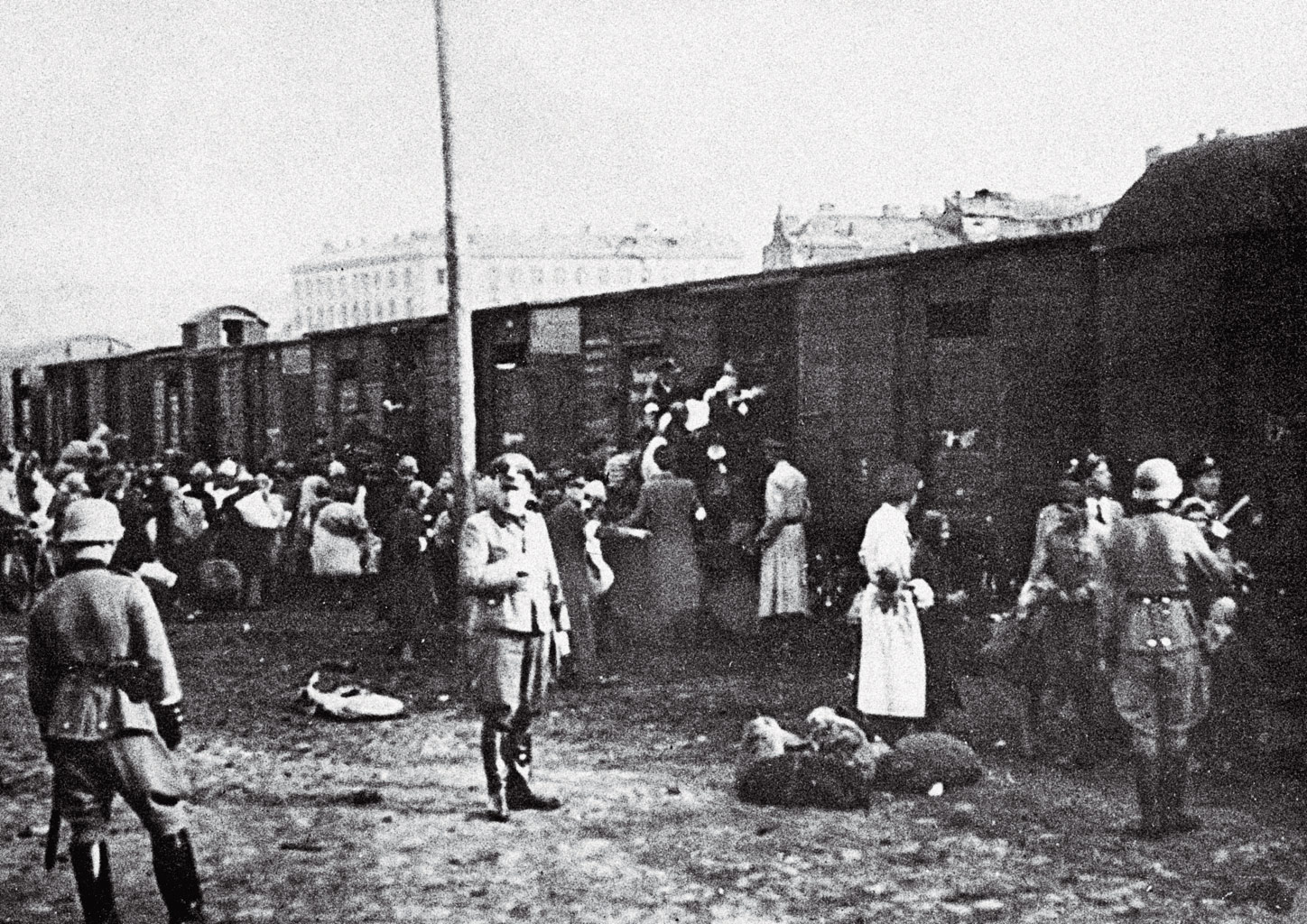
Judíos siendo subidos en trenes con destino a Treblinka en el Umschlagplatz del gueto de Varsovia, 1942.

La deportación masiva de judíos del gueto de Varsovia comenzó el 22 de julio de 1942 con el primer envío de 6 000 personas. Las cámaras de gas comenzaron a funcionar a la mañana siguiente. Durante los siguientes dos meses, las deportaciones desde Varsovia continuaron a diario a través de dos trenes lanzadera (el segundo, desde el 6 de agosto de 1942), cada uno con entre 4 000 y 7 000 personas llorando por el agua. No se permitió que otros trenes se detuvieran en la estación de Treblinka. Los primeros trenes diarios llegaban temprano en la mañana, a menudo después de una espera durante la noche, y el segundo, a media tarde. Todos los recién llegados fueron enviados inmediatamente al área de desvestirse por el escuadrón Sonderkommando que manejaba la plataforma de llegada, y desde allí a las cámaras de gas. Según los registros alemanes, incluido el informe oficial del SS-Brigadeführer Jürgen Stroop, 265 000 judíos fueron transportados en trenes de carga desde el gueto de Varsovia a Treblinka durante el período del 22 de julio al 12 de septiembre de 1942.
El tráfico ferroviario en las líneas de ferrocarril polacas era extremadamente denso. Un promedio de 420 trenes militares alemanes pasaban cada 24 horas por encima del tráfico interno ya en 1941. Los trenes del Holocausto se demoraban rutinariamente en el camino; algunos transportes tardaron muchos días en llegar. Cientos de prisioneros murieron por agotamiento, asfixia y sed mientras estaban en tránsito hacia el campamento en los vagones sobrepoblados. En casos extremos como el transporte de Biała Podlaska de 6 000 judíos que viajan solo a una distancia de 125 kilómetros, hasta el 90 por ciento de las personas ya estaban muertas cuando se abrieron las puertas selladas. A partir de septiembre de 1942, los judíos polacos y extranjeros fueron recibidos con un breve anuncio verbal. Se eliminó un letrero anterior con instrucciones porque era claramente insuficiente. A los deportados se les dijo que habían llegado a un punto de tránsito camino a Ucrania y que necesitaban bañarse y desinfectar sus ropas antes de recibir uniformes de trabajo y nuevas órdenes.

### Judíos extranjeros y gitanos

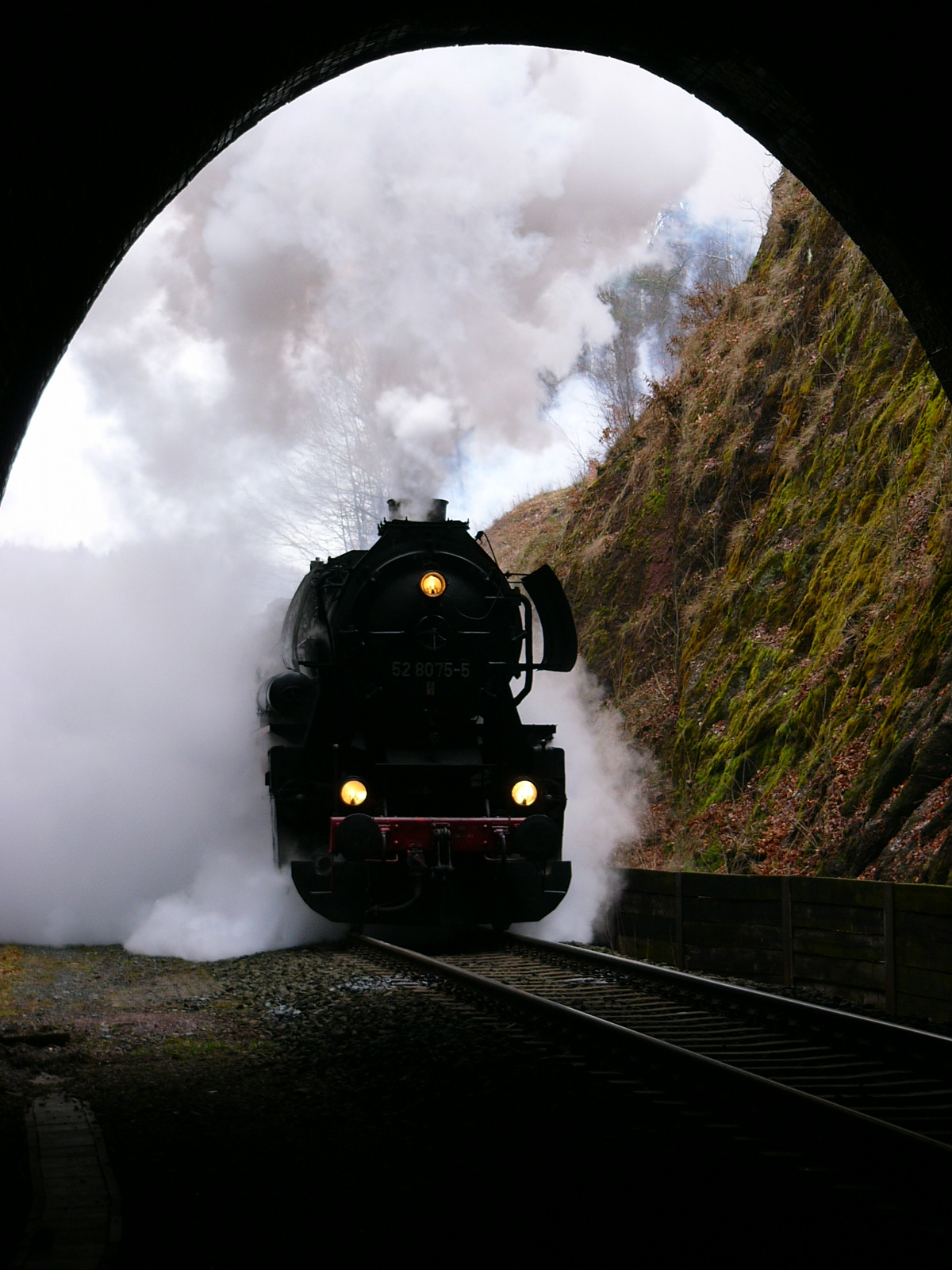
La DRB Clase 52, locomotora estándar del Holocausto.

Treblinka recibió transportes de casi 20 000 judíos extranjeros entre octubre de 1942 y marzo de 1943, incluidos 8 000 del Protectorado alemán de Bohemia y Moravia a través de Theresienstadt, y más de 11 000 de Tracia, Macedonia y Pirot ocupados por los búlgaros tras un acuerdo con el gobierno búlgaro aliado nazi. Tenían billetes de tren y llegaron predominantemente en vagones de pasajeros con considerable equipaje, alimentos y bebidas de viaje, todos los cuales fueron llevados por las SS al cuartel de almacenamiento de alimentos. Las disposiciones incluían artículos como el cordero ahumado, panes especiales, vino, queso, fruta, té, café y dulces. A diferencia de los judíos polacos que llegaban en trenes del Holocausto desde guetos cercanos a ciudades como Varsovia, Radom y las de Bezirk Bialystok, los judíos extranjeros recibieron una cálida bienvenida a la llegada de un hombre de las SS (Otto Stadie o Willy Mätzig), después de lo cual fueron asesinados como los otros. Treblinka trató principalmente con judíos polacos, Bełżec manejó a los judíos de Austria y los Sudetes, y Sobibór fue el destino final para los judíos de Francia y los Países Bajos. Auschwitz-Birkenau "procesó" a judíos de casi todos los demás países de Europa. La frecuencia de los transportes que llegan disminuyó en invierno.
La locomotora desacoplada regresó a la estación de Treblinka o al patio de escala en Małkinia para el siguiente transporte, mientras que las víctimas fueron llevadas de los vagones a la plataforma por el Kommando Blau, uno de los destacamientos de trabajadores forzados judíos obligados a ayudar a los alemanes en el campo. Fueron conducidos a través de la puerta en medio del caos y los gritos. Estaban separados por género detrás de la puerta; las mujeres fueron empujadas a los barracones para desnudarse a la izquierda y los hombres fueron enviados a la derecha. A todos se les ordenó atar sus zapatos y desnudarse. Algunos conservaron sus propias toallas. Los judíos que resistieron fueron llevados al «Lazaret», también llamado «enfermería de la Cruz Roja», y fusilados detrás de él. A las mujeres les cortaron el pelo; por lo tanto, tomó más tiempo prepararlas para las cámaras de gas que los hombres. El cabello se utilizó en la fabricación de calcetines para tripulaciones de submarinos y calzado de fieltro para el Deutsche Reichsbahn.
La mayoría de los asesinados en Treblinka eran judíos, pero alrededor de 2 000 gitanos también murieron allí. Al igual que los judíos, los romaníes fueron primero detenidos y enviados a los guetos; en una conferencia el 30 de enero de 1940 se decidió que los 30 000 romaníes que vivían en Alemania debían ser deportados al antiguo territorio polaco. La mayoría de estos fueron enviados a guetos judíos en el Gobierno General, como los de Varsovia y Łódź. Al igual que con los judíos, la mayoría de los romaníes que fueron a Treblinka murieron en las cámaras de gas, aunque algunos fueron fusilados. La mayoría de los judíos que vivían en guetos fueron enviados a Bełżec, Sobibór o Treblinka para ser ejecutados; la mayoría de los gitanos que vivían en los guetos fueron fusilados en el acto. No se conocen fugitivos gitanos ni supervivientes de Treblinka.

### Cámaras de gas

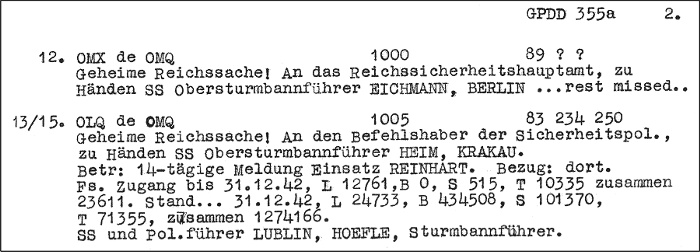
El Telegrama Höfle, un telegrama descifrado a Berlín del subcomandante de Aktion Reinhard, Hermann Höfle, el 15 de enero de 1943, que enumera el número de llegadas a los campos de exterminio de Aktion Reinhard. En este documento, el total de 1942 para Treblinka de 71355 se considera un error de transcripción por 713 555, lo que arrojaría un total de 1 274 166, que coincide con el total en el telegrama.

Después de desnudarse, los judíos recién llegados eran golpeados con látigos para llevarlos hacia las cámaras de gas; los hombres vacilantes eran tratados de forma particularmente brutal. Rudolf Höss, el comandante de Auschwitz, comparó la práctica en Treblinka de engañar a las víctimas acerca de las duchas con la práctica de su propio campamento de decirles que tenían que pasar por un proceso de "desaparición". Según el testimonio de la posguerra de algunos oficiales de las SS, los hombres siempre eran gaseados primero, mientras que las mujeres y los niños esperaban su turno fuera de las cámaras de gas. Durante este tiempo, las mujeres y los niños podían escuchar el sonido del sufrimiento dentro de las cámaras y se daban cuenta de lo que les esperaba, lo que causaba pánico, angustia e incluso defecación involuntaria.
Muchos supervivientes del campo de Treblinka declararon que un oficial conocido como «Iván el Terrible» fue responsable de operar las cámaras de gas en 1942 y 1943. Mientras los judíos esperaban su destino fuera de las cámaras de gas, Iván el Terrible supuestamente torturaba, golpeaba y asesinaba a muchos de ellos. Los supervivientes fueron testigos de cómo Ivan golpeaba las cabezas con una tubería, cortaba la carne de las personas con una espada o una bayoneta, les cortaba las narices y las orejas y les sacaba los ojos. Un superviviente testificó que Iván mató a un bebé golpeándolo contra una pared; y otro afirmó que violó a una joven antes de abrirle el abdomen y dejarla desangrarse hasta la muerte.
El área de gaseado estaba completamente cerrada con una valla de madera alta hecha de tablas verticales. Originalmente, consistía en tres cuarteles interconectados de 8 metros de largo y 4 metros de ancho, disfrazados de duchas. Tenían paredes dobles aisladas por tierra compactada en el medio. Las paredes y techos interiores estaban revestidos con papel mural. Los pisos estaban cubiertos con chapa metálica estañada, el mismo material utilizado para el techo. Las puertas de madera maciza estaban aisladas con goma y bloqueadas desde el exterior mediante pesadas barras transversales.
Según Stangl, un transporte ferroviario de unas 3 000 personas podría "procesarse" en tres horas. En un día laboral de 14 horas se asesinaban entre 12 000 y 15 000 personas. Después de que se construyeron las nuevas cámaras de gas, la duración del proceso de matanza se redujo a una hora y media. Las víctimas eran gaseadas hasta la muerte con los gases de escape conducidos a través de tuberías desde un motor de un tanque del Ejército Rojo. El SS-Scharführer Erich Fuchs se encargó de instalarlo. Las SS trajeron el motor en el momento de la construcción del campamento y lo alojaron en una habitación con un generador que suministraba electricidad al campamento. El tubo de escape del motor del tanque corría justo debajo del suelo y se abría a las tres cámaras de gas. Los humos se podían ver saliendo. Después de aproximadamente 20 minutos, los cuerpos se retiraban por docenas de Sonderkommandos, colocados en carros y retirados. El sistema era imperfecto y requería mucho esfuerzo; los trenes que llegaban más tarde tenían que esperar en las vías de parada durante la noche en Treblinka, Małkinia o Wólka Okrąglik.

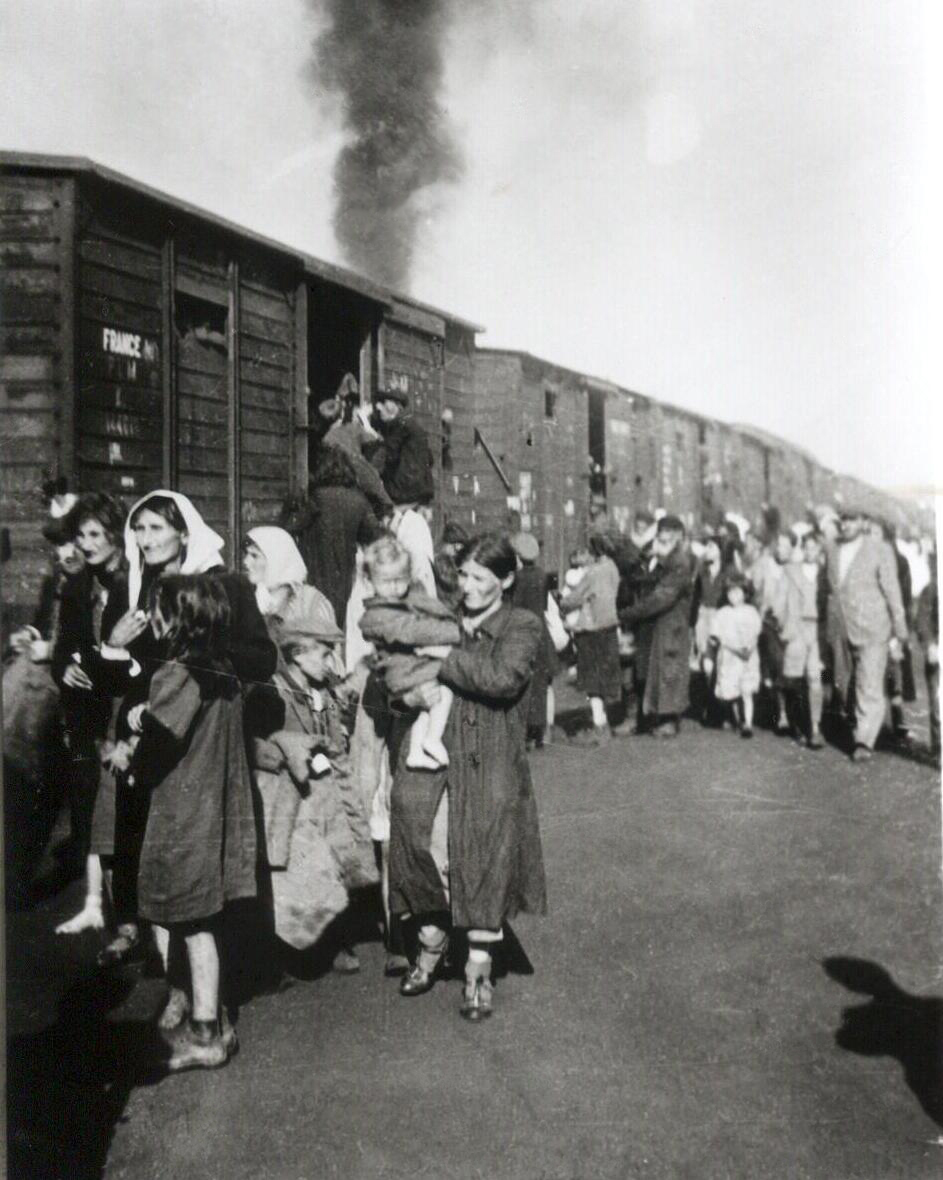
Deportación de 10 000 judíos polacos a Treblinka durante la liquidación del gueto de Siedlce a partir del 23 de agosto de 1942.

Entre agosto y septiembre de 1942, se construyó un gran edificio nuevo con una base de hormigón a partir de ladrillos y mortero, bajo la guía del experto en eutanasia de Action T4 Erwin Lambert. Contenía 8-10 cámaras de gas, cada una de las cuales tenía 8 metros por 4 metros, y tenía un corredor en el centro. Stangl supervisó su construcción y trajo materiales de construcción del pueblo cercano de Małkinia al haber agotado el lote de la fábrica. Durante este tiempo, las víctimas continuaron llegando diariamente y eran conducidas desnudas más allá del sitio de construcción a las cámaras de gas originales. Las nuevas cámaras de gas entraron en funcionamiento después de cinco semanas de construcción, equipadas con dos motores (en lugar de uno) que producían humo. Las puertas de metal, que habían sido desmontadas de búnkeres militares soviéticos de los alrededores de Białystok, tenían ojos de buey a través de los cuales era posible observar a los muertos antes de retirarlos. Stangl dijo que las antiguas cámaras de la muerte eran capaces de matar a 3 000 personas en tres horas. Las nuevas tenían la "salida" más alta posible de las cámaras de gas en los tres campos de exterminio de la Operación Reinhard y podían matar hasta 22 000 o 25 000 personas todos los días, un hecho que Globocnik una vez alardeó ante Kurt Gerstein, un compañero oficial de SS de los Servicios de Desinfección. Las nuevas cámaras de gas rara vez se utilizaban a su capacidad máxima; el promedio diario era entre 12 000 a 15000 víctimas.
El proceso de exterminio en Treblinka difería significativamente del método utilizado en Auschwitz y Majdanek, donde se utilizó el pesticida Zyklon B (cianuro de hidrógeno). En Treblinka, Sobibór y Bełżec, las víctimas morían por asfixia y envenenamiento por monóxido de carbono del escape del motor en cámaras de gas estacionarias. En Chełmno, eran transportadas dentro de dos camiones especialmente equipados y diseñados, conducidos a una velocidad calculada científicamente para matar a los judíos en su interior durante el viaje, en lugar de obligar a los conductores y guardias a matar en el destino. Después de visitar Treblinka en una visita guiada, el comandante de Auschwitz Rudolf Höss concluyó que el uso de gases de escape era inferior al cianuro utilizado en su campo de exterminio. Las cámaras quedaron en silencio después de 12 minutos y se cerraron durante 20 minutos o menos. Según Jankiel Wiernik, quien sobrevivió al levantamiento de prisioneros de 1943 y escapó, cuando se abrieron las puertas de las cámaras de gas, los cuerpos de los muertos estaban parados y arrodillados en lugar de acostados, debido al grave hacinamiento. Las madres muertas abrazando los cuerpos de sus hijos. Los prisioneros que trabajaban en Sonderkommandos más tarde declararon que los muertos solían soltar un último suspiro de aire cuando los sacaban de las cámaras. Algunas víctimas mostraban signos de vida durante la eliminación de los cadáveres, pero los guardias se negaban habitualmente a reaccionar.

### Fosos de cremación

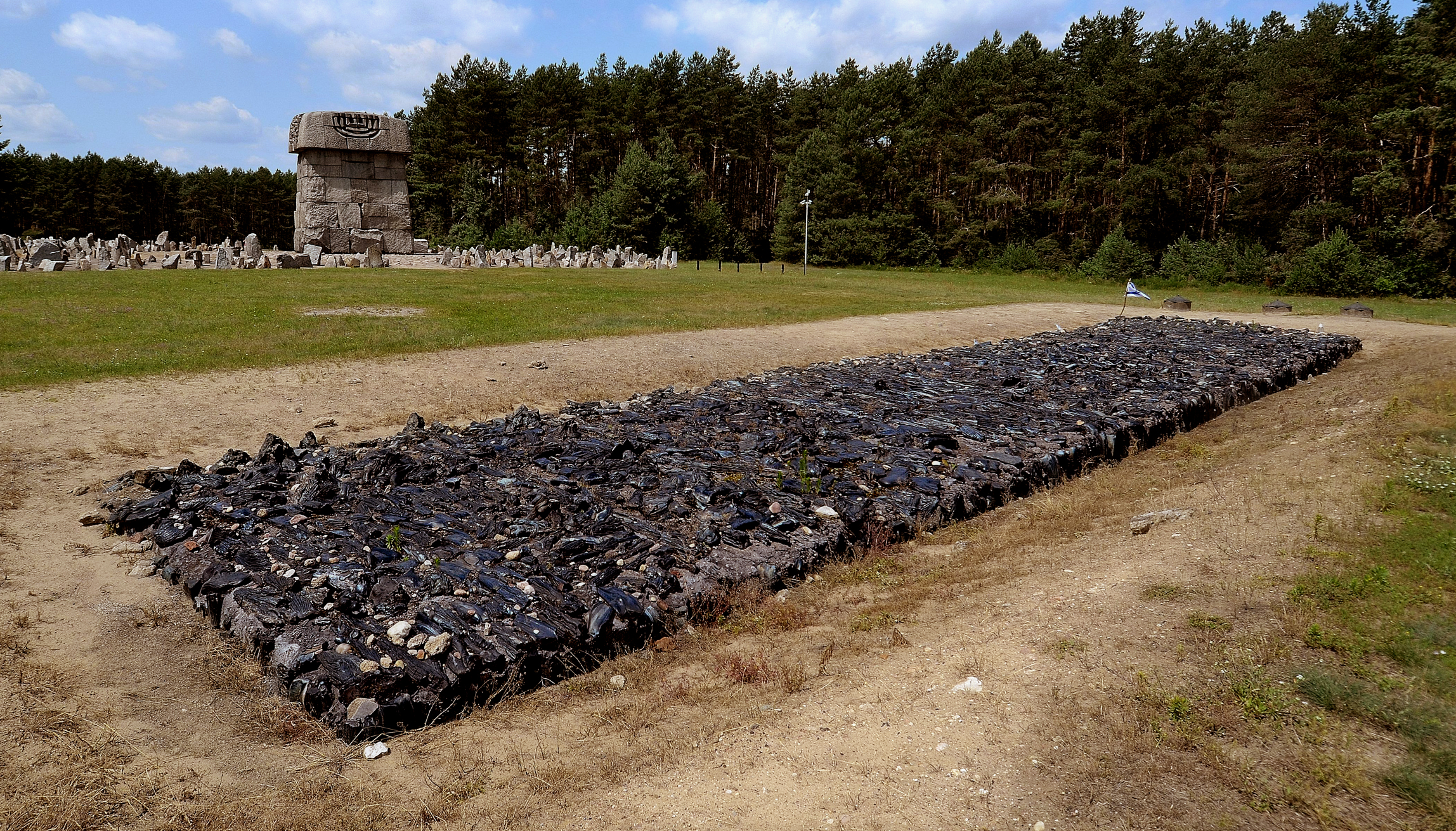
Monumento de piedra que se asemeja a uno de los fosos de cremación originales donde se quemaron los cuerpos. Es una losa sepulcral construida con basalto negro triturado y cementado que simboliza el carbón quemado. Las cenizas humanas reales se mezclaron con arena y se extendieron sobre un área de 2,2 hectáreas.

Los alemanes se dieron cuenta del peligro político asociado con el entierro masivo de cadáveres en abril de 1943, cuando descubrieron las tumbas de las víctimas polacas de la masacre de Katyn, llevada a cabo por los soviéticos cerca de Smolensk en 1940. Los cuerpos de los 10 000 oficiales polacos ejecutados por el NKVD estaban bien conservados a pesar de su largo entierro. Los alemanes formaron la Comisión Katyn para demostrar que los soviéticos eran los únicos responsables, y utilizaron transmisiones de radio y películas para alertar a los Aliados sobre este crimen de guerra. Posteriormente, el liderazgo nazi, preocupado por encubrir sus propios crímenes, emitió órdenes secretas de exhumar los cadáveres enterrados en los campos de exterminio y quemarlos. Las cremaciones comenzaron poco después de la visita de Himmler al campamento a fines de febrero o principios de marzo de 1943.
Para incinerar cadáveres, se construyeron grandes fosos de cremación en el campamento 3 dentro de Treblinka II. Las piras en llamas se usaron para incinerar los nuevos cadáveres junto con los viejos, que tuvieron que desenterrarse ya que fueron enterrados durante los primeros seis meses de operación del campamento. Construido bajo las instrucciones de Herbert Floß, el experto en cremación del campo, los fosos consistían en rieles de ferrocarril colocados como rejas sobre bloques de hormigón. Los cadáveres fueron colocados sobre rieles sobre madera, salpicados con gasolina y quemados. Era una visión desgarradora, según Jankiel Wiernik, con los vientres de las mujeres embarazadas explotando por el líquido amniótico hirviendo. Escribió que "el calor que irradiaba de los fosos era enloquecedor". Los cadáveres ardieron durante cinco horas, sin la ceniza de los huesos. Las piras operaban las 24 horas del día. Una vez que el sistema fue perfeccionado, se podían incinerar entre 10 000 y 12 000 cuerpos a la vez.
Los fosos de incineración al aire libre se ubicaron al este de las nuevas cámaras de gas y se reabastecieron de combustible desde las 04:00 (o después de las 05:00, dependiendo de la carga de trabajo) hasta las 18:00 en intervalos de aproximadamente 5 horas. El memorial actual del campamento incluye una losa sepulcral que se asemeja a uno de ellos. Está construida con basalto fundido y tiene una base de hormigón. Es una tumba simbólica, ya que los nazis esparcieron las cenizas humanas reales, mezcladas con arena, sobre un área de 2,2 hectáreas.

## Organización del campo
El campo fue operado por 20-25 miembros alemanes y austriacos de las SS-Totenkopfverbände y 80-120 guardias Wachmänner («vigilantes») que habían sido entrenados en una instalación especial de las SS en el campo de concentración de Trawniki cerca de Lublin, Polonia; todos los guardias Wachmänner fueron entrenados en Trawniki. Los guardias eran principalmente de etnia alemana Volksdeutsche del este y ucranianos, con algunos rusos, tártaros, moldavos, letones y asiáticos centrales, todos los cuales habían servido en el Ejército Rojo. Fueron reclutados por Karl Streibel, el comandante del campo de Trawniki, de los campos de prisioneros de guerra para soldados soviéticos. El grado en que su reclutamiento fue voluntario sigue en disputa; si bien las condiciones en los campos de prisioneros de guerra soviéticos eran terribles, algunos prisioneros de guerra soviéticos colaboraron con los alemanes incluso antes de que el frío, el hambre y las enfermedades comenzaran a devastar los campos de prisioneros de guerra a mediados de septiembre de 1941.

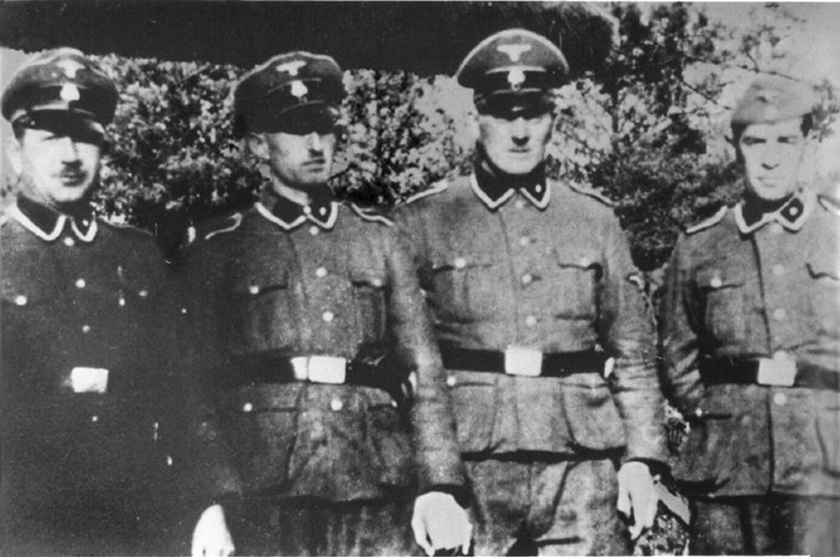
Miembros del SS-Totenkopfverbände de Treblinka (de izquierda a derecha): Paul Bredow, Willi Mentz, Max Möller y Josef Hirtreiter.

El trabajo en Treblinka se llevó a cabo bajo amenaza de muerte por prisioneros judíos organizados en escuadrones especializados de Sonderkommando o destacamientos de trabajo. En el área de recepción del Campamento 2 Auffanglager cada escuadrón tenía un triángulo de color diferente. Los triángulos hicieron imposible que los recién llegados intentaran mezclarse con los miembros de los destacamientos de trabajo. La unidad azul (Kommando Blau) manejó la rampa ferroviaria y abría las puertas de los vagones de mercancías. Se reunía con los recién llegados, llevaban a personas que habían muerto en el camino, retiraban paquetes y limpiaban el piso del vagón. La unidad roja (Kommando Rot), que era el destacamiento más grande, desempacaba y clasificaba las pertenencias de las víctimas después de que habían sido «procesadas». La unidad roja entregaba estas pertenencias a los cuarteles de almacenamiento, que fueron administrados por la unidad amarilla (Kommando Gelb), que separaba los artículos por calidad, quitaba la Estrella de David de todas las prendas exteriores y extraía el dinero cosido en los forros. La unidad amarilla fue seguida por el Desinfektionskommando, que desinfectaba las pertenencias, incluidos los abrigos de piel de las mujeres «procesadas». La unidad Goldjuden («judíos de oro») recolectaba y contaba billetes, además de evaluar el oro y las joyas.
Un grupo diferente de unos 300 hombres, llamados los Totenjuden («judíos de la muerte»), vivían y trabajaban en el campo 3 frente a las cámaras de gas. Durante los primeros seis meses se llevaron los cadáveres para enterrarlos después de que se extrajeron los dientes de oro. Una vez que comenzó la cremación a principios de 1943, llevaron los cadáveres a los fosos, reabastecieron las piras, aplastaron los huesos restantes con mazos y recogieron las cenizas para su eliminación. Cada carga de trenes de «deportados» traídos a Treblinka consistía en un promedio de sesenta vagones fuertemente vigilados. Se dividieron en tres equipos de veinte en el patio de escala. Cada conjunto se procesó dentro de las dos primeras horas de marcha atrás en la rampa, y luego los Sonderkommandos lo prepararon para intercambiarlo por el siguiente conjunto de veinte vagones.
Los miembros de todas las unidades de trabajo fueron continuamente golpeados por los guardias y a menudo fusilados. Los reemplazos fueron seleccionados de los recién llegados. Existieron otros destacamientos de trabajo que no tuvieron contacto con los transportes: el Holzfällerkommando («unidad de leñador») talaba árboles y cortaba leña, y el Tarnungskommando («unidad de disfraz») camufló las estructuras del campamento. Otro destacamiento de trabajo fue el encargado de limpiar las áreas comunes. El complejo residencial Camp 1 Wohnlager contenía barracas para unos 700 Sonderkommandos que, cuando se combinaban con los 300 Totenjuden que vivían frente a las cámaras de gas, elevaban su gran total a aproximadamente mil a la vez.
Muchos prisioneros de Sonderkommando se ahorcaron por la noche. Los suicidios en los cuarteles de Totenjuden ocurrieron a razón de 15 a 20 por día. Los equipos de trabajo fueron reemplazados casi por completo cada pocos días; los miembros del antiguo trabajo fueron enviados a su muerte, excepto los más resistentes.

## Alzamiento de prisioneros de Treblinka

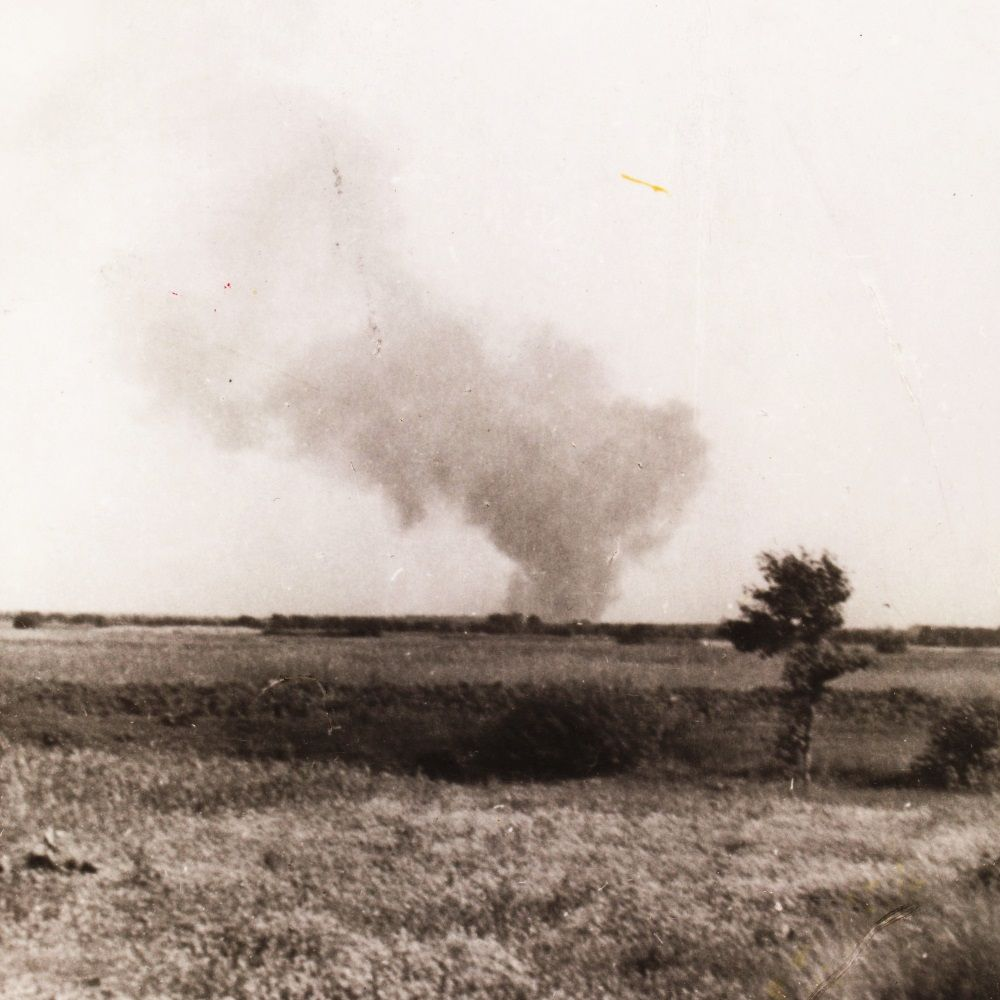
Humareda en el perímetro de Treblinka II durante el levantamiento de prisioneros, el 2 de agosto de 1943. Los cuarteles fueron incendiados, incluido un tanque de gasolina que explotó incendiando las estructuras circundantes. Esta fotografía clandestina fue tomada por Franciszek Ząbecki.

A principios de 1943, se formó una organización clandestina de resistencia judía en Treblinka con el objetivo de tomar el control del campo y escapar a la libertad. La revuelta planeada fue precedida por un largo período de preparaciones secretas. La unidad clandestina fue organizada por un excapitán judío del Ejército polaco, el Dr. Julian Chorążycki, quien fue descrito por su compañero conspirador Samuel Rajzman como noble y esencial para la acción. Su comité organizador incluyó a Zelomir Bloch (liderazgo), Rudolf Masaryk, Marceli Galewski, Samuel Rajzman Dr. Irena Lewkowska ("Irka", de la enfermería para los Hiwis), Leon Haberman, Chaim Sztajer, Hershl (Henry) Sperling de Częstochowa y otros. Chorążycki (que trató a los pacientes alemanes) se suicidó con veneno el 19 de abril de 1943 cuando se enfrentó a una captura inminente, por lo que los alemanes no pudieron descubrir el complot torturándolo. El siguiente líder fue otro exoficial del ejército polaco, el Dr. Berek Lajcher, quien llegó el 1 de mayo. Nacido en Częstochowa, había practicado medicina en Wyszków y fue expulsado por los nazis a Węgrów en 1939.
La fecha inicial de la revuelta se fijó para el 15 de junio de 1943, pero tuvo que posponerse. Un combatiente introdujo de contrabando una granada en uno de los trenes de principios de mayo que transportaba a los rebeldes capturados del Levantamiento del Gueto de Varsovia, que había comenzado el 19 de abril de 1943. Cuando la detonó en el área donde se desnudaba, las SS y los guardias entraron en pánico. Después de la explosión, Treblinka recibió solo unos 7 000 judíos de la capital por temor a incidentes similares; los 42 000 judíos de Varsovia restantes fueron deportados a Majdanek a cambio. La quema de cadáveres desenterrados continuó a toda velocidad hasta finales de julio. Los conspiradores de Treblinka II se preocuparon cada vez más por su futuro a medida que la cantidad de trabajo para ellos comenzó a disminuir. Con la llegada de menos transportes, se dieron cuenta de que "eran los siguientes en la fila para las cámaras de gas".

### Día de la revuelta y supervivientes
El levantamiento se inició un caluroso día de verano del 2 de agosto de 1943 (lunes, un día normal de descanso de los gaseamientos), cuando un grupo de alemanes y 40 ucranianos se dirigieron al río Bug para nadar. Los conspiradores abrieron silenciosamente la puerta del arsenal cerca de las vías del tren, con una llave que había sido duplicada anteriormente. Habían robado de 20 a 25 fusiles, 20 granadas de mano y varias pistolas y los entregaron en un carro al detalle de grava. A las 15:45, 700 judíos iniciaron una insurgencia que duró 30 minutos. Incendiaron edificios, hicieron explotar un tanque de gasolina y prendieron fuego a las estructuras circundantes. Un grupo de judíos armados atacó la puerta principal y otros intentaron escalar la cerca. El fuego de ametralladoras de unos 25 alemanes y 60 trawnikis ucranianos resultó en una matanza casi total. Lajcher fue asesinado junto con la mayoría de los insurgentes. Unos 200 judíos escaparon del campo. La mitad de ellos fueron asesinados después de una persecución en automóviles y caballos. Los judíos no cortaron los cables del teléfono y Stangl llamó a cientos de refuerzos alemanes, que llegaron de cuatro ciudades diferentes y establecieron bloqueos de carreteras en el camino. Los partidarios del Armia Krajowa (en polaco: «Ejército Nacional») transportaron a algunos de los escapados sobrevivientes a través del río y otros como Sperling corrieron 30 kilómetros y luego fueron ayudados y alimentados por los aldeanos polacos. De los que se abrieron paso, se sabe que alrededor de 70 sobrevivieron hasta el final de la guerra, incluidos los futuros autores de las memorias publicadas de Treblinka: Richard Glazar, Chil Rajchman, Jankiel Wiernik y Samuel Willenberg.
Entre los prisioneros judíos que escaparon después de incendiar el campo, estaban dos jóvenes de 19 años, Samuel Willenberg y Kalman Taigman, que llegaron en 1942 y se vieron obligados a trabajar allí bajo amenaza de muerte. Taigman murió en 2012 y Willenberg en 2016. Taigman declaró sobre su experiencia: "Fue un infierno, un infierno absoluto. Un hombre normal no puede imaginar cómo una persona viva podría haber sobrevivido: asesinos, asesinos natos, que sin dejar rastro de remordimiento acaban asesinando cualquier cosa". Willenberg y Taigman emigraron a Israel después de la guerra y dedicaron sus últimos años a volver a contar la historia de Treblinka. Los fugitivos Hershl Sperling y Richard Glazar sufrieron el síndrome de la culpa del superviviente y finalmente se suicidaron. Chaim Sztajer, que tenía 34 años en el momento del levantamiento, había sobrevivido 11 meses como Sonderkommando en Treblinka II y fue instrumental en la coordinación del levantamiento entre los dos campos. Tras su fuga en el levantamiento, Sztajer sobrevivió durante más de un año en el bosque antes de la liberación de Polonia. Después de la guerra, emigró a Israel y luego a Melbourne, Australia, donde más tarde en su vida construyó de memoria una maqueta de Treblinka que actualmente se exhibe en el Centro del Holocausto judío en Melbourne.

### Tras el alzamiento
Después de la revuelta, Stangl se reunió con el jefe de la Operación Reinhard, Odilo Globocnik y el inspector Christian Wirth en Lublin, y decidió no redactar un informe, ya que ningún alemán nativo había muerto sofocando la revuelta. Stangl quería reconstruir el campamento, pero Globocnik le dijo que se cerraría pronto y que Stangl sería transferido a Trieste para ayudar a combatir a los partisanos allí. El alto mando nazi pudo haber sentido que Stangl, Globocnik, Wirth y otro personal de Reinhard sabían demasiado y querían deshacerse de ellos enviándolos al frente. Con la muerte de casi todos los judíos de los guetos alemanes (establecidos en Polonia), habría tenido poco sentido reconstruir las instalaciones. Auschwitz tenía la capacidad suficiente para satisfacer las necesidades de exterminio restantes de los nazis, haciendo que Treblinka sea redundante.
El nuevo comandante del campo, Kurt Franz, anteriormente su subcomandante, asumió el cargo en agosto. Después de la guerra, testificó que los gaseamientos se habían detenido para entonces. En realidad, a pesar del daño extenso al campo, las cámaras de gas estaban intactas y la matanza de judíos polacos continuó. La velocidad se redujo, con solo diez vagones rodando en la rampa a la vez, mientras que los otros tuvieron que esperar. Los dos últimos transportes ferroviarios de judíos fueron llevados al campo para ser gaseados desde el gueto de Białystok el 18 y 19 de agosto de 1943. Consistieron en 76 vagones (37 el primer día y 39 el segundo), según un comunicado publicado por la Oficina de Información del Armia Krajowa, basada en la observación de trenes del Holocausto que pasan por el pueblo de Treblinka. Los 39 vagones que llegaron a Treblinka el 19 de agosto de 1943 transportaban al menos a 7 600 sobrevivientes del Levantamiento del gueto de Białystok.
El 19 de octubre de 1943, la Operación Reinhard fue terminada por una carta de Odilo Globocnik. Al día siguiente, un grupo grande de judíos Arbeitskommando que había trabajado en el desmantelamiento de las estructuras de campamento en las semanas anteriores fue subido en el tren y llevado, a través de Siedlce y Chełm, a Sobibor a ser gaseados el 20 de octubre de 1943. Franz siguió a Globocnik y Stangl a Trieste en noviembre. Las operaciones de limpieza continuaron durante el invierno. Como parte de estas operaciones, los judíos del destacamiento de trabajo superviviente desmantelaron las cámaras de gas ladrillo por ladrillo y las usaron para erigir una granja en el sitio de la antigua panadería del campo. Globocnik confirmó su propósito como puesto de guardia secreto para que un agente nazi-ucraniano permanezca detrás de escena, en una carta que envió a Himmler desde Trieste el 5 de enero de 1944. Un guardia Hiwi llamó a Oswald Strebel, un Volksdeutscher ucraniano («alemán étnico»), recibió permiso para traer a su familia de Ucrania por «razones de vigilancia», escribió Globocnik; Strebel había trabajado como guardia en Treblinka II. Se le indicó que les dijera a los visitantes que había estado cultivando allí durante décadas, pero los polacos locales sabían muy bien la existencia del campo de exterminio.

## Comando operacional de Treblinka II

### Irmfried Eberl

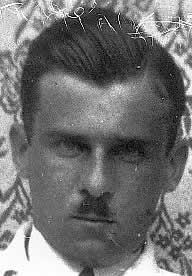
Irmfried Eberl, el primer comandante de Treblinka II, destituido por su presunta incompetencia en la gestión del campo.

El SS-Obersturmführer Irmfried Eberl fue nombrado primer comandante del campo el 11 de julio de 1942. Era psiquiatra del Centro de Eutanasia de Bernburg y el único médico en jefe que comandaba un campo de exterminio durante la Segunda Guerra Mundial. Según algunos, sus pobres habilidades organizativas hicieron que la operación de Treblinka se volviera desastrosa; otros señalan que el número de transportes que entraban reflejaba las expectativas irrealistas del alto mando nazi de la capacidad de Treblinka para "procesar" a estos prisioneros. La primigenia maquinaria de gaseamiento se descompuso con frecuencia debido al uso excesivo, lo que obligó a las SS a disparar a los judíos que iban a ser asfixiados. Los trabajadores no tuvieron tiempo suficiente para enterrarlos y las fosas comunes se desbordaron. Según el testimonio de su colega Unterscharführer Hans Hingst, el ego y la sed de poder de Eberl excedieron su capacidad: "llegaron tantos transportes que el desembarco y el gaseamiento de la gente ya no pudo ser gestionado". En los trenes entrantes del Holocausto a Treblinka, muchos de los judíos encerrados en el interior adivinaron correctamente lo que les iba a pasar. El olor de los cadáveres en descomposición se podía oler hasta a 10 kilómetros de distancia.
Oskar Berger, un testigo presencial judío, una de las 100 personas que escaparon durante el levantamiento de 1943, habló sobre el estado del campo cuando llegó allí en agosto de 1942:

Cuando nos descargaron, tuvimos una primera imagen paralizante: en todo el lugar había cientos de cuerpos humanos. Montones de paquetes, ropa, maletas, todo era un desastre. Los hombres de las SS alemanas y ucranianas estaban parados en las esquinas del cuartel y disparaban a ciegas contra la multitud.

Cuando Globocnik realizó una visita sorpresa a Treblinka el 26 de agosto de 1942 con Christian Wirth y el ayudante de Wirth de Bełżec, Josef Oberhauser, Eberl fue despedido en el acto. Entre las razones para el despido estaban: eliminar de forma incompetente las decenas de miles de cadáveres, usar métodos ineficientes de matar y no ocultar adecuadamente el asesinato en masa. Eberl fue transferido a Berlín, más cerca de la sede operativa en la Cancillería de Hitler, donde el principal arquitecto del Holocausto, Heinrich Himmler, acababa de acelerar el ritmo del programa. Globocnik asignó a Wirth a permanecer en Treblinka temporalmente para ayudar a limpiar el campamento. El 28 de agosto de 1942, Globocnik suspendió las deportaciones. Eligió a Franz Stangl, quien anteriormente había sido el comandante del campo de exterminio de Sobibór, para asumir el mando del campo como sucesor de Eberl. Stangl tenía fama de administrador competente con una buena comprensión de los objetivos del proyecto y Globocnik confiaba en que sería capaz de retomar el control.

### Franz Stangl
Stangl llegó a Treblinka a fines de agosto de 1942. Reemplazó a Eberl el 1 de septiembre. Años más tarde, Stangl describió lo que vio por primera vez cuando entró en escena, en una entrevista de 1971 con Gitta Sereny:

La carretera corría junto al ferrocarril. Cuando estábamos a unos quince o veinte minutos en automóvil de Treblinka, comenzamos a ver cadáveres cerca de la línea, primero solo dos o tres, luego más, y mientras conducíamos hacia la estación de Treblinka, había lo que parecían cientos de ellos, simplemente ahí tirados, obviamente habían estado allí durante días, en el calor. En la estación había un tren lleno de judíos, algunos muertos, otros todavía vivos... eso también, parecía que había estado allí durante días.

Stangl reorganizó el campo, y los transportes de los judíos de Varsovia y Radom comenzaron a llegar nuevamente el 3 de septiembre de 1942. Según el historiador israelí Yitzhak Arad, Stangl quería que el campamento se viera atractivo, por lo que ordenó que los caminos se pavimentasen en el complejo administrativo de Wohnlager. Se plantaron flores a lo largo de Seidel Straße, así como cerca de las viviendas de las SS. Ordenó que todos los prisioneros que llegaran fueran recibidos por las SS con un anuncio verbal traducido por los judíos trabajadores. A los deportados se les dijo que estaban en un punto de tránsito camino a Ucrania. Algunas de sus preguntas fueron respondidas por alemanes con batas de laboratorio como herramientas para el engaño. A veces Stangl llevaba un látigo y vestía un uniforme blanco, por lo que los prisioneros lo apodaron la "Muerte Blanca". Aunque era directamente responsable de las operaciones del campo, según su propio testimonio, Stangl limitó su contacto con los prisioneros judíos en la mayor medida posible. Afirmó que rara vez interfería con los crueles actos perpetrados por sus oficiales subordinados en el campo. Se volvió insensible a los asesinatos y llegó a percibir a los prisioneros no como humanos sino simplemente como "carga" que tenía que ser destruida, dijo.

#### Canción de Treblinka
Según los testimonios de la posguerra, cuando los transportes se detuvieron temporalmente, el entonces comandante adjunto Kurt Franz escribió la letra de una canción destinada a celebrar el campo de exterminio de Treblinka. En realidad, el prisionero Walter Hirsch los escribió para él. La melodía vino de algo que Franz recordaba de Buchenwald. La música era alegre, en clave de re mayor. La canción fue enseñada a judíos asignados para trabajar en el Sonderkommando. Se vieron obligados a memorizarlo al anochecer de su primer día en el campamento. El Unterscharführer Franz Suchomel recordó la letra de la siguiente manera: "solo conocemos la palabra del Comandante. / Solo conocemos la obediencia y el deber. / Queremos seguir trabajando, trabajando, / hasta que un poco de suerte nos llame en algún momento. ¡Hurra!".
Un conjunto musical fue formado, bajo coacción, por Artur Gold, un popular compositor judío de Varsovia del periodo de entreguerras. Arregló el tema de la canción de Treblinka para la orquesta de prisioneros de 10 piezas que dirigió. Gold llegó a Treblinka en 1942 y tocó música en el comedor de las SS en el Wohnlager por orden alemana. Murió durante el levantamiento.

### Kurt Franz
Después de la revuelta de Treblinka en agosto de 1943, y la terminación de la Operación Reinhard en octubre de 1943, Stangl fue con Globocnik a Trieste, en el norte de Italia, donde se necesitaban refuerzos de las SS. El tercer y último comandante de Treblinka II fue Kurt Franz, apodado Lalka por los prisioneros (en polaco: «la muñeca») porque tenía "una cara inocente". Según los testimonios de los sobrevivientes, Franz mató a tiros y golpeó a los prisioneros por infracciones menores o hizo que su perro Barry los destrozara. Gestionó Treblinka II hasta noviembre de 1943. La posterior limpieza del perímetro de Treblinka II fue completada por prisioneros del cercano Treblinka I Arbeitslager en los siguientes meses. El adjunto de Franz fue el Hauptscharführer Fritz Küttner, quien mantuvo una red de informadores del Sonderkommando e hizo los asesinatos manuales.
Kurt Franz mantuvo un álbum de fotos en contra de las órdenes de nunca tomar fotografías dentro de Treblinka. Lo llamó Schöne Zeiten («Los buenos tiempos»). Su álbum es una extraña fuente de imágenes que ilustran la excavación mecanizada de tumbas, ladrillos en Małkinia y el zoológico de Treblinka, entre otros. Franz tuvo cuidado de no fotografiar las cámaras de gas.
La cantera de gravilla de Treblinka I funcionó a pleno rendimiento bajo el mando de Theodor van Eupen hasta julio de 1944, y el Kreishauptmann Ernst Gramss le envió nuevos trabajadores forzados desde Sokołów. Los tiroteos masivos continuaron hasta 1944. Con las tropas soviéticas ya próximas, los Trawnikis ejecutaron a los últimos 300-700 Sonderkommandos que disponían de la evidencia incriminatoria a fines de julio de 1944, mucho después del cierre oficial del campo. Strebel, el alemán étnico que había sido instalado en la granja construida en lugar de la panadería original del campamento utilizando ladrillos de las cámaras de gas, incendió el edificio y huyó para evitar ser capturado.

## Llegada de los soviéticos
A finales de julio de 1944, las fuerzas soviéticas comenzaron a acercarse desde el este. Los alemanes que partieron, que ya habían destruido la mayoría de las pruebas directas del genocidio, incendiaron las aldeas circundantes, incluidos 761 edificios en Poniatowo, Prostyń y Grądy. Muchas familias fueron asesinadas. Los campos de cereales que una vez habían alimentado a las SS fueron quemados. El 19 de agosto de 1944, las fuerzas alemanas volaron la iglesia en Prostyń y su campanario, el último punto fuerte defensivo contra el Ejército Rojo en el área. Cuando los soviéticos entraron en Treblinka el 16 de agosto, la zona de exterminio había sido nivelada, arada y plantada con lupinos. Lo que quedaba, escribió el corresponsal de guerra soviético Vasili Grossman, eran pequeños trozos de hueso en el suelo, dientes humanos, trozos de papel y tela, platos rotos, frascos, brochas de afeitar, ollas y sartenes oxidadas, tazas de todos los tamaños, zapatos destrozados y mechones de cabello humano. El camino que conducía al campamento estaba completamente negro. Hasta mediados de 1944, los prisioneros restantes esparcían regularmente cenizas humanas (hasta 20 carros por día) a lo largo de la carretera durante 2 kilómetros en dirección a Treblinka I. Cuando terminó la guerra, los indigentes y hambrientos locales comenzaron a caminar por la Carretera Negra (como comenzaron a llamarlo) en busca de pepitas de oro fundido hechas por el hombre para comprar pan.

### Intentos tempranos de preservación
El nuevo gobierno instalado por los soviéticos no preservó la evidencia del campo. La escena no estaba legalmente protegida al final de la Segunda Guerra Mundial. En septiembre de 1947, 30 estudiantes de la escuela local, dirigidos por su maestro Feliks Szturo y el sacerdote Józef Ruciński, recolectaron huesos más grandes y fragmentos de calaveras en las cestas de mimbre de los granjeros y los enterraron en un solo montículo. El mismo año se formó en Varsovia el primer comité de conmemoración Komitet Uczczenia Ofiar Treblinki (KUOT; Comité para el Recuerdo de las Víctimas de Treblinka) y lanzó un concurso de diseño para el monumento.

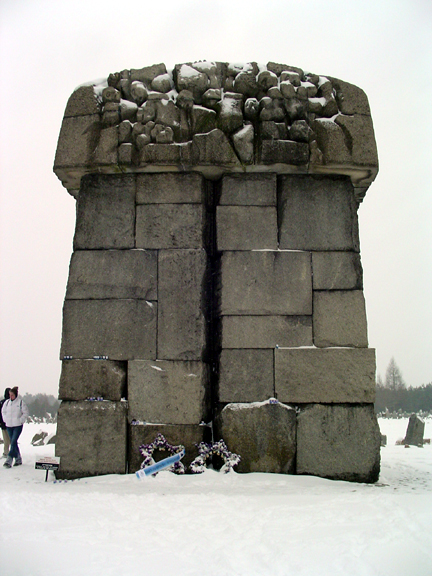
Monumento de Treblinka (2005).

Los funcionarios estalinistas no asignaron fondos para la competencia de diseño ni para el monumento y el comité se disolvió en 1948; para entonces muchos supervivientes habían abandonado el país. En 1949, la ciudad de Sokołów Podlaski protegió el campamento con una nueva valla y una puerta. Un equipo de trabajo sin experiencia arqueológica fue enviado para crear jardines en los terrenos. En 1958, después del fin del estalinismo en Polonia, el consejo provincial de Varsovia declaró que Treblinka era un lugar de martirologio. Durante los siguientes cuatro años, se adquirieron 127 hectáreas de tierra que habían formado parte del campamento a 192 agricultores en las aldeas de Prostyń, Grądy, Wólka Okrąglik y Nowa Maliszewa.

### Construcción del memorial
La construcción de un monumento de 8 metros de altura diseñado por el escultor Franciszek Duszeńko se inauguró el 21 de abril de 1958 con la colocación de la piedra angular en el sitio de las antiguas cámaras de gas. La escultura representa la tendencia hacia las grandes formas de vanguardia introducidas en la década de 1960 en toda Europa, con una torre de granito agrietada en el centro y coronada por un bloque en forma de hongo tallado con relieves abstractos y símbolos judíos. Treblinka fue declarado monumento nacional de martirologio el 10 de mayo de 1964 durante una ceremonia oficial a la que asistieron 30 000 personas. El monumento fue presentado por Zenon Kliszko, el mariscal del Sejm de la República de Polonia, en presencia de supervivientes del levantamiento de Treblinka desde Israel, Francia, Checoslovaquia y Polonia. La casa del custodio del campo (construida cerca en 1960) se convirtió en un espacio de exhibición luego del colapso del comunismo en Polonia en 1989 y la jubilación del custodio; abrió en 2006. Más tarde se expandió y se convirtió en una rama del Museo Regional de Siedlce.

## Muertes

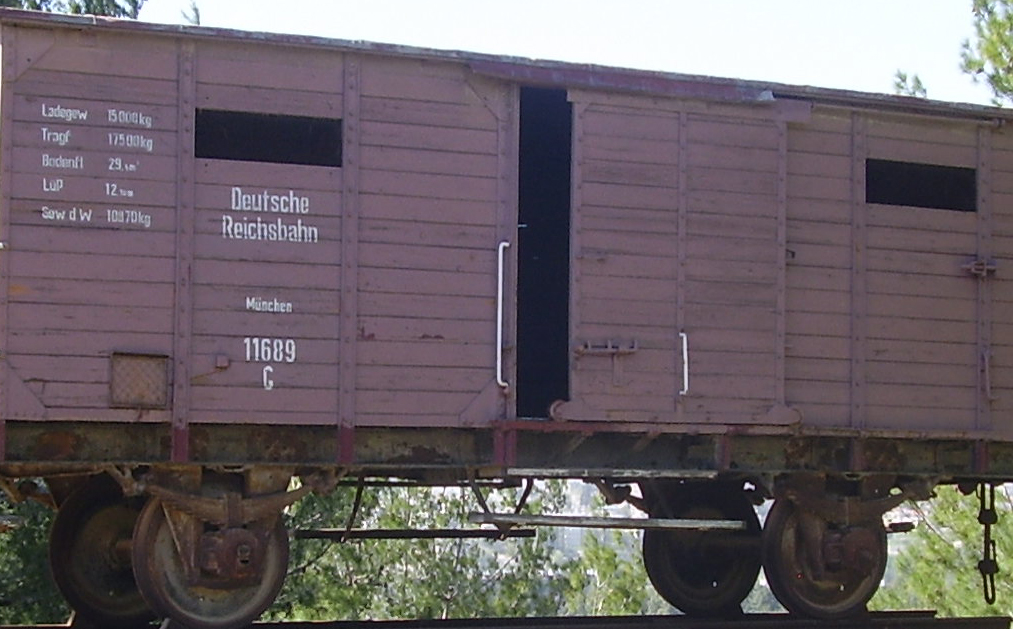
El vagón Güterwagen del Holocausto llevaba un promedio de 100 víctimas.

Hay muchas estimaciones del número total de personas asesinadas en Treblinka; la mayoría de las estimaciones académicas oscilan entre las 700 000 y 900 000, lo que significa que murieron más judíos en Treblinka que en cualquier otro campo de exterminio nazi aparte de Auschwitz. El museo de Treblinka en Polonia afirma que al menos 800 000 personas murieron en Treblinka.Yad Vashem, que es el museo del Holocausto de Israel, pone el número de muertos en 870 000; y el Museo Conmemorativo del Holocausto de los Estados Unidos ofrece un rango de 870 000 a 925 000.

### Primeras estimaciones
La primera aproximación del número de personas asesinadas en Treblinka provino de Vasili Grossman, reportero de guerra soviético, y posteriormente escritor, que visitó Treblinka en julio de 1944 cuando las fuerzas soviéticas marcharon hacia el oeste a través de Polonia. Publicó un artículo llamado «El infierno se llamaba Treblinka», que apareció en la edición de noviembre de 1944 de Znamya, una revista literaria rusa mensual. En el artículo afirmó que 3 millones de personas habían sido asesinadas en Treblinka. Es posible que no haya sido consciente de que la plataforma de la estación corta en Treblinka II redujo en gran medida el número de vagones que podrían descargarse al mismo tiempo, y puede haberse adherido a la tendencia soviética de exagerar los crímenes nazis con fines de propaganda. En 1947, el historiador polaco Zdzisław Łukaszkiewicz estimó el recuento de la muerte en 780 000, basado en el registro aceptado de 156 transportes con un promedio de 5 000 prisioneros cada uno.

### Juicios y declaraciones
Los juicios de Treblinka de la década de 1960 tuvieron lugar en Düsseldorf y produjeron las dos estimaciones oficiales de Alemania Federal. Durante el juicio de Kurt Franz en 1965, el Tribunal de lo Penal de Düsseldorf concluyó que al menos 700 000 personas fueron asesinadas en Treblinka, luego de un informe del Dr. Helmut Krausnick, director del Instituto de Historia Contemporánea. Durante el juicio de Franz Stangl en 1969, el mismo tribunal revaluó el número de al menos 900 000 después de la nueva evidencia del Dr. Wolfgang Scheffler.
Un testigo principal de la acusación en Düsseldorf en los juicios de 1965, 1966, 1968 y 1970 fue Franciszek Ząbecki, empleado del Deutsche Reichsbahn como controlador de tráfico ferroviario en la aldea de Treblinka desde el 22 de mayo de 1941. En 1977 publicó su libro Nuevos y viejos recuerdos, en los que utilizó sus propios registros para estimar que al menos 1,2 millones de personas murieron en Treblinka. Su estimación se basó en la capacidad máxima de un tren durante el Grossaktion Varsovia de 1942 en lugar de su promedio anual. Las hojas de ruta alemanas originales en su poder no tenían el número de prisioneros enumerados. Ząbecki, miembro polaco del personal ferroviario antes de la guerra, fue uno de los pocos testigos no alemanes que vio la mayoría de los transportes que ingresaron al campo; estuvo presente en la estación de Treblinka cuando llegó el primer tren del Holocausto desde Varsovia. Ząbecki era miembro del Armia Krajowa (en polaco: Ejército Nacional), que formó la mayor parte del movimiento de resistencia polaco en la Segunda Guerra Mundial, y mantuvo un registro diario de los transportes de exterminio. También fotografió clandestinamente el perímetro ardiente de Treblinka II durante el levantamiento en agosto de 1943. Ząbecki fue testigo del último conjunto de cinco vagones de carga cerrados que transportaban Sonderkommandos a las cámaras de gas de Sobibór el 20 de octubre de 1943. En 2013, su hijo Piotr Ząbecki escribió un artículo sobre él para Życie Siedleckie que revisó el número a 1 297 000. Los registros diarios de Ząbecki de los transportes al campamento, y la información demográfica sobre el número de personas deportadas de cada gueto a Treblinka, fueron las dos fuentes principales para estimar el número de muertos.
En su libro de 1987, Belzec, Sobibor, Treblinka: The Operation Reinhard Death Camps, el historiador israelí Yitzhak Arad declaró que al menos 763 000 personas fueron asesinadas en Treblinka entre julio de 1942 y abril de 1943. A continuación se realizó un número considerable de otras estimaciones: ver tabla (abajo).

### Telegrama Höfle
Otra fuente de información estuvo disponible en 2001. El Telegrama Höfle fue un mensaje cifrado enviado a Berlín el 31 de diciembre de 1942 por el subcomandante de la Operación Reinhard Hermann Höfle, que detallaba el número de judíos deportados por la Deutsche Reichsbahn (DRB) a cada uno de los campos de exterminio de la Operación Reinhard hasta ese punto. Descubierto entre documentos desclasificados en Gran Bretaña, muestra que, según el recuento oficial de la Autoridad de Transporte alemana, se enviaron 713 555 judíos a Treblinka en 1942. El número de muertes probablemente fue mayor, según los comunicados de Armia Krajowa. Según el telegrama y la evidencia adicional alemana sin fecha para 1943 que enumera a 67 308 personas deportadas, el historiador Jacek Andrzej Młynarczyk calculó que según el conteo oficial de la DRB, 780 863 personas fueron llevadas por la Deutsche Reichsbahn a Treblinka.

### Tabla de estimaciones
| Estimación         | Fuente                                     | Notas | Año  | Obra[6]                          |
| ------------------ | ------------------------------------------ | --- | ---- | -------------------------------- |
| al menos 700 000   | Helmut Krausnick                           | primer cálculo de Alemania Federal; utilizado durante el juicio de Kurt Franz | 1965 | [212]                            |
| al menos 700 000   | Adalbert Rückerl                           | Director de la Autoridad Central para la Investigación del Delito Nazi en Ludwigsburg[213] | N/A  |                                  |
| al menos 700 000   | Joseph Billig                              | historiador francés | 1973 |                                  |
| 700 000–800 000    | Czesław Madajczyk                          | historiador polaco | 1970 |                                  |
| 700 000–900 000    | Robin O'Neil                               | de Belzec: Stepping Stone to Genocide; Hitler's answer to the Jewish Question, publicado por JewishGen Yizkor Books Project                                                                   | 2008 | [212]                            |
| 713 555            | Telegrama Höfle                            | descubierto en 2001; estimación oficial nazi hasta finales de 1942 | 1942 | [209]                            |
| al menos 750 000   | Michael Berenbaum                          | de la entrada de su enciclopedia sobre «Treblinka» | 2012 | Encyclopædia Britannica[8]       |
| al menos 750 000   | Raul Hilberg                               | historiador estadounidense | 1985 | The Destruction of European Jews |
| 780 000            | Zdzisław Łukaszkiewicz                     | historiador polaco responsable de la primera estimación del recuento de muertes basado en 156 transportes con 5 000 prisioneros cada uno, publicado en su monografía Obóz zagłady w Treblince | 1947 |                                  |
| 780 863            | Jacek Andrzej Młynarczyk                   | citado por Timothy Snyder; combina el Telegrama Höfle con pruebas alemanas sin fecha de 1943                                                                                                  | 2004 | [214]                            |
| al menos 800 000   | Museo del campo de Treblinka               | usa pruebas de Franciszek Ząbecki y de los guetos | N/A  |                                  |
| 850 000            | Yitzhak Arad                               | historiador israelí que estima 763 000 muertes solo entre julio de 1942 y abril de 1943[208]                                                                                                  | 1983 | Treblinka, Hell and Revolt[215]  |
| al menos 850 000   | Martin Gilbert                             | historiador británico | 1993 |                                  |
| 870 000            | Yad Vashem                                 | Museo del Holocausto de Israel | N/A  | [216]                            |
| 870 000 a 925 000  | Museo del Holocausto de los Estados Unidos | del artículo "Treblinka: Chronology"; excluye las muertes por trabajo forzoso en Treblinka I                                                                                                  | N/A  | [88]                             |
| 876 000            | Simon Wiesenthal Center                    | 738 000 judíos del Gobierno General; 107 000 de Bialystok; 29 000 judíos de otras partes de Europa; y 2 000 gitanos                                                                           | N/A  | [217]                            |
| al menos 900 000   | Wolfgang Scheffler                         | segunda estimación de Alemania Federal; utilizado durante el juicio de Franz Stangl | 1970 |                                  |
| 912 000            | Manfred Burba                              | historiador alemán | 2000 |                                  |
| al menos 1 200 000 | Franciszek Ząbecki                         | testigo polaco | 1977 | Old and New Memories             |
| 1 297 000          | Piotr Ząbecki                              | revisión de la estimación de Franciszek Ząbecki por su hijo Piotr | 2013 | He was a humble man[207]         |
| 1 582 000          | Ryszard Czarkowski                         | historiador polaco | 1989 |                                  |
| 3 000              | Vasili Grossman                            | periodista soviético | 1946 | The Hell of Treblinka            |
- La información en las filas con una última columna vacía proviene de Dam im imię na wieki, página 114.[6]

## Juicios de Treblinka
El primer juicio oficial por crímenes de guerra cometidos en Treblinka se celebró en Düsseldorf entre el 12 de octubre de 1964 y el 24 de agosto de 1965, precedido por el juicio de 1951 del SS-Scharführer Josef Hirtreiter, que se desencadenó por cargos de crímenes de guerra no relacionados con su servicio en el campo. El juicio se retrasó porque los Estados Unidos y la Unión Soviética habían perdido interés en enjuiciar los crímenes de guerra alemanes con el inicio de la Guerra Fría. Muchos de los más de 90 000 criminales de guerra nazis registrados en archivos alemanes estaban desempeñando altos cargos bajo el canciller de Alemania Federal Konrad Adenauer. En 1964 y 1965, once exmiembros del personal de los campos de las SS fueron llevados a juicio por Alemania Federal, incluido el comandante Kurt Franz. Fue sentenciado a cadena perpetua, junto con Artur Matthes (Totenlager) y Willi Mentz y August Miete (ambos de Lazaret). Gustav Münzberger (cámaras de gas) recibió 12 años, Franz Suchomel (oro y dinero) 7 años, Otto Stadie (operación) 6 años, Erwin Lambert (cámaras de gas) 4 años y Albert Rum (Totenlager) 3 años. Otto Horn (detalles de los cadáveres) fue absuelto.
El segundo comandante de Treblinka II, Franz Stangl, escapó con su esposa e hijos de Austria a Brasil en 1951. Stangl encontró trabajo en una fábrica de Volkswagen en São Paulo. Las autoridades austriacas conocían su papel en el asesinato en masa de judíos, pero Austria no emitió una orden de arresto hasta 1961. Stangl fue registrado con su nombre real en el consulado austríaco en Brasil. Pasaron otros seis años antes de que el cazador de nazis Simon Wiesenthal lo rastreara y desencadenara su arresto. Después de su extradición de Brasil a Alemania Federal, Stangl fue juzgado por la muerte de alrededor de 900 000 personas. Admitió los asesinatos, pero argumentó: "mi conciencia está limpia. Simplemente estaba cumpliendo con mi deber". Stangl fue declarado culpable el 22 de octubre de 1970 y condenado a cadena perpetua. Murió de insuficiencia cardíaca en prisión en Düsseldorf el 28 de junio de 1971.

### Ganancias materiales
El robo de dinero en efectivo y objetos de valor, recaudados de las víctimas de los gaseamientos, fue realizado por los hombres de las SS de mayor rango en una escala enorme. Era una práctica común entre los altos mandos de los campos de concentración en todas partes; los comandantes del campo de concentración de Majdanek, Koch y Florstedt, fueron juzgados y ejecutados por las SS por el mismo delito en abril de 1945. Cuando los oficiales de alto rango se iban a casa, a veces solicitaban una locomotora privada a Klinzman y Emmerich en la estación de Treblinka para transportar sus "regalos" personales a Małkinia para un tren de conexión. Luego, saldrían del campamento en automóviles sin ninguna evidencia incriminatoria sobre su persona, y luego llegarían a Małkinia para transferir los bienes.
Se desconoce la cantidad total de material obtenido por la Alemania nazi, excepto en el período comprendido entre el 22 de agosto y el 21 de septiembre de 1942, cuando se enviaron y registraron 243 vagones de mercancías. Globocnik entregó un recuento escrito a la sede de Reinhard el 15 de diciembre de 1943 con una ganancia de SS de 178.745.960,59RM, incluyendo 2.909,68 kilogramos de oro, 18.733,69 kg de plata, 1.514 kg de platino y 249.771,50 dólares estadounidenses, así como 130 solitarios de diamante, 2.511,87 quilates de brillantes, 13.458,62 quilates de diamantes y 114 kg de perlas. Se desconoce la cantidad de botín que robó Globocnik; Suchomel afirmó en la corte haber llenado una caja con un millón de Reichsmarks para él.

## Estudios arqueológicos
Ni los líderes religiosos judíos en Polonia ni las autoridades permitieron excavaciones arqueológicas en el campo de exterminio por respeto a los muertos. La aprobación de un estudio arqueológico limitado se emitió por primera vez en 2010 a un equipo británico de la Universidad de Staffordshire utilizando tecnología no invasiva y teledetección Lidar. La resistencia del suelo se analizó en el sitio con un radar de penetración en el suelo. Se encontraron características que parecían ser estructurales, dos de las cuales se pensó que eran los restos de las cámaras de gas, y se permitió que el estudio continuara.
El equipo arqueológico que realizó la búsqueda descubrió tres nuevas fosas comunes. Los restos fueron reinterpretados por respeto a las víctimas. En la segunda excavación, los hallazgos incluyeron baldosas amarillas estampadas con una estrella de salmonete perforada que se asemeja a una Estrella de David y la construcción de cimientos con una pared. La estrella pronto fue identificada como el logotipo de la fábrica de cerámica polaca que fabrica baldosas, fundada por Jan Dziewulski y los hermanos Józef y Władysław Lange (Dziewulski i Lange – D✡L desde 1886), nacionalizados y renombrados bajo el comunismo después de la guerra. Como explicó la arqueóloga forense Caroline Sturdy Colls, la nueva evidencia era importante porque las segundas cámaras de gas construidas en Treblinka estaban alojadas en el único edificio de ladrillos en el campamento; Colls afirmó que esto proporciona la primera evidencia física de su existencia. En sus memorias que describen su estadía en el campo, el superviviente Jankiel Wiernik dice que el piso de las cámaras de gas (que ayudó a construir) estaba hecho de baldosas similares. Los descubrimientos se convirtieron en un tema del documental de 2014 del Canal Smithsonian. Se ha planeado más trabajo forense.

## Marcha de los Vivos
El museo Treblinka recibe a la mayoría de los visitantes por día durante el programa educativo anual Marcha de los Vivos, que reúne a jóvenes de todo el mundo en Polonia para explorar los restos del Holocausto. Los visitantes cuyo destino principal es la marcha en Auschwitz II-Birkenau, visitan Treblinka en los días anteriores. En 2009, 300 estudiantes israelíes asistieron a la ceremonia dirigida por Eli Shaish del Ministerio de Educación. En total, 4 000 estudiantes internacionales visitaron el museo. En 2013, el número de estudiantes que asistieron, antes de las conmemoraciones de Auschwitz, fue de 3 571. En 2014, 1 500 estudiantes extranjeros visitaron el museo..

## Líderes de la Operación Reinhard y comandantes de Treblinka
| Nombre                           | Rango | Función y notas                                                                                 | Cias            |
| -------------------------------- | --- | ----------------------------------------------------------------------------------------------- | --------------- |
| Líderes de la Operación Reinhard | |                                                                                                 |                 |
| Odilo Globocnik                  | SS-Hauptsturmführer y SS-Polizeiführer en ese momento (capitán y jefe de policía de las SS)                              | líder de Operación Reinhard                                                                     | [154][240]      |
| Hermann Höfle                    | SS-Hauptsturmführer (capitán)                                                                                            | coordinador de Operación Reinhard                                                               | [241]           |
| Christian Wirth                  | SS-Hauptsturmführer en ese momento (capitán)                                                                             | inspector de Operación Reinhard                                                                 | [242]           |
| Richard Thomalla                 | SS-Obersturmführer en ese momento (primer teniente)                                                                      | jefe de la construcción del campo de exterminio durante la Operación Reinhard                   | [154][242]      |
| Erwin Lambert                    | SS-Unterscharführer (cabo)                                                                                               | jefe de construcción de la cámara de gas durante la Operación Reinhard (grandes cámaras de gas) | [225][243]      |
| Comandantes de Treblinka         | |                                                                                                 |                 |
| Theodor van Eupen                | SS-Sturmbannführer (general), comandante de Treblinka I Arbeitslager, 15 de noviembre de 1941 – julio de 1944 (limpieza) | jefe del campo de trabajos forzados                                                             | [244]           |
| Irmfried Eberl                   | SS-Obersturmführer (primer teniente), comandante de Treblinka II, 11 de julio de 1942 – 26 de agosto de 1942             | transferido a Berlín por incompetente                                                           | [154]           |
| Franz Stangl                     | SS-Obersturmführer (primer teniente), 2.º comandante de Treblinka II, 1 de septiembre de 1942 – agosto de 1943           | transferido a Treblinka del campo de exterminio de Sobibor                                      | [154]           |
| Kurt Franz                       | SS-Untersturmführer (segundo teniente), último comandante de Treblinka II, agosto (gaseos) – noviembre de 1943           | ascendido a comandante adjunto en agosto de 1943 tras la revuelta de prisioneros del campo      | [154][225]      |
| Comandantes adjuntos             | |                                                                                                 |                 |
| Karl Pötzinger                   | SS-Oberscharführer (sargento de personal), comandante adjunto de Treblinka II                                            | jefe de cremaciones                                                                             | [73]            |
| Heinrich Matthes                 | SS-Scharführer (sargento), comandante adjunto                                                                            | jefe del área de exterminio                                                                     | [225][245][246] |